# Antigüedad tardía

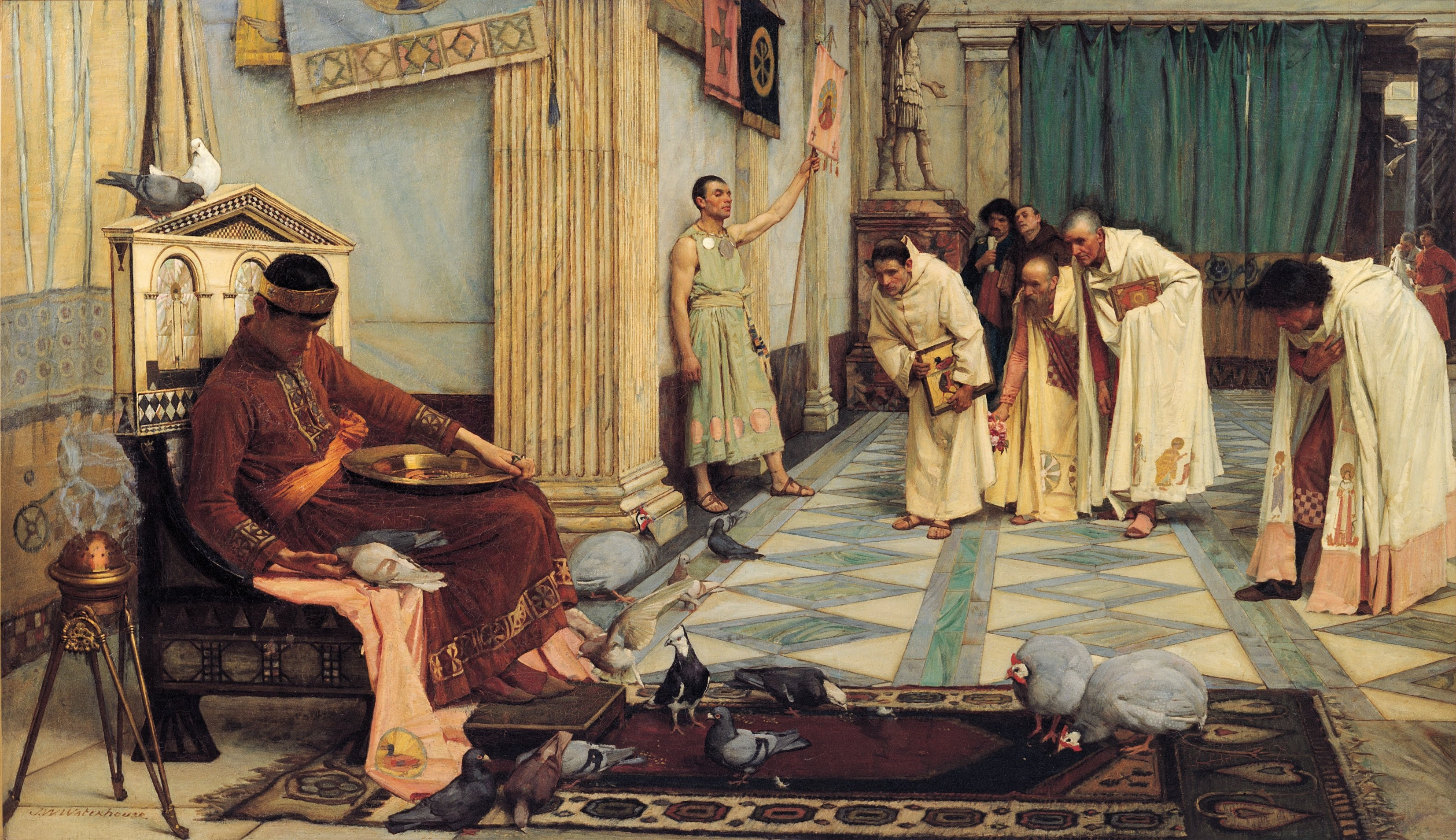
Los favoritos del Emperador Honorio (Las cortinas desteñidas, el mármol ennegrecido, la posición del Emperador reflejando pereza e impotencia; todos estos símbolos como alegoría de la decadencia del Imperio Romano de Occidente). Pintura histórica de John William Waterhouse (1883).

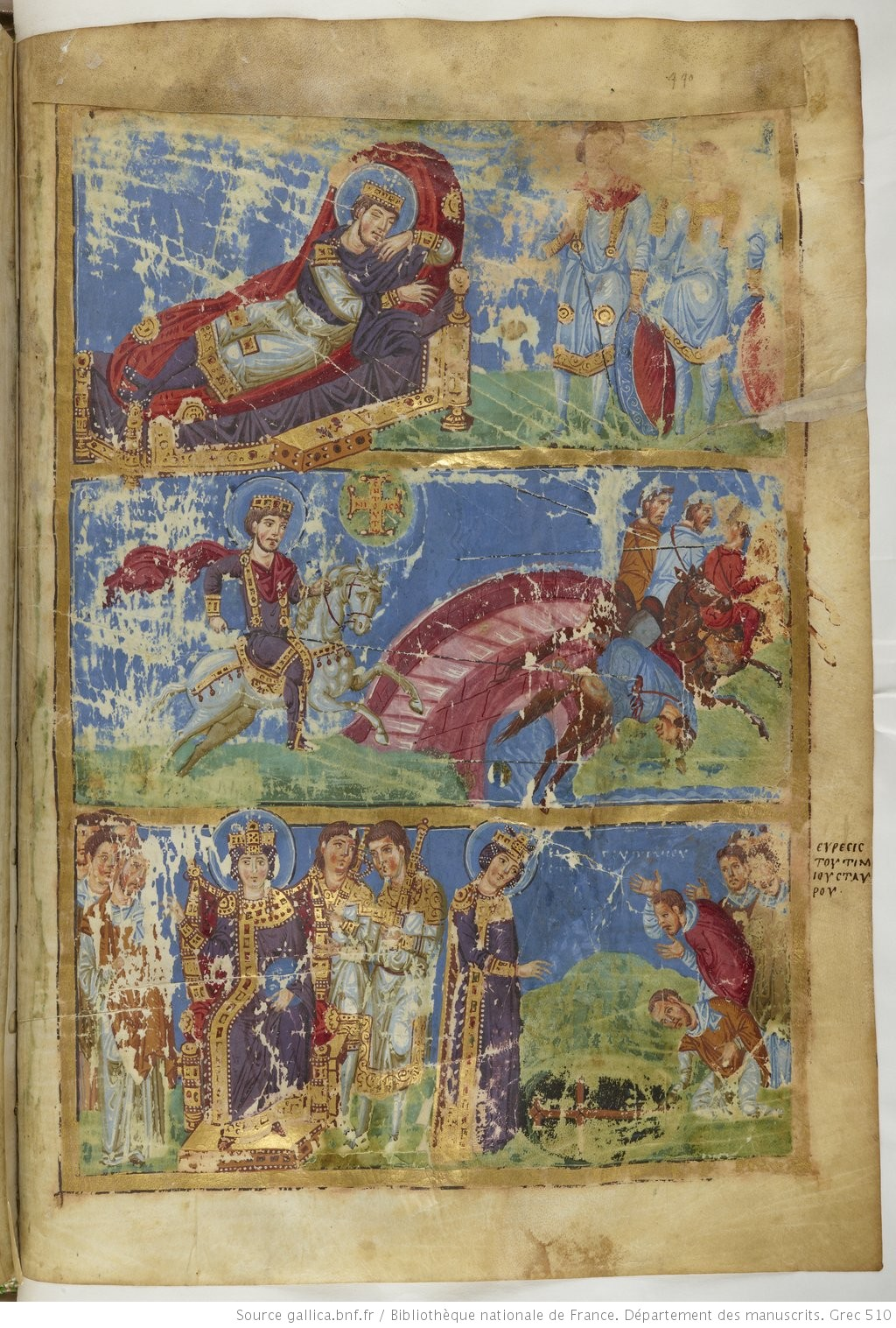
Sueño de Constantino antes de la batalla del Puente Milvio. In hoc signo vinces (Con este signo vencerás). Ilustración de las Homilías de san Gregorio Nacianceno,.

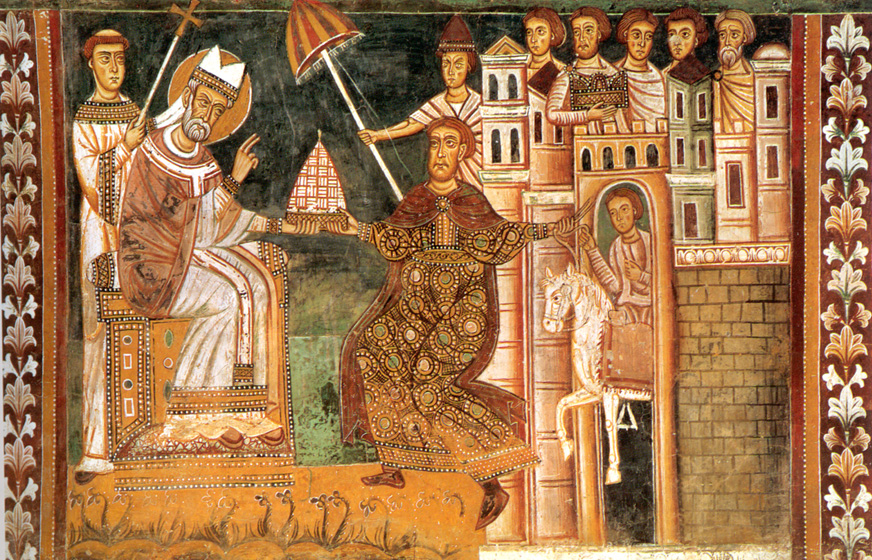
El papa Silvestre I bendice a Constantino, del que recibe con la tiara (símbolo del pontificado romano clásico, similar a otros tocados político-religiosos, como la doble corona de los faraones) el poder temporal sobre Roma. Fresco del, capilla de San Silvestre, monasterio de los Cuatro Santos Coronados.

La Antigüedad tardía es el periodo de transición entre la Edad Antigua y la Edad Media, las dos primeras divisiones de la periodización tradicional del tiempo histórico que se suelen aplicar a la historia de la civilización occidental. Cronológicamente cubriría el periodo que va desde el final de la «crisis del siglo III», que marca el comienzo de la transformación de la Antigüedad clásica (Bajo Imperio romano), hasta el siglo VII con la expansión musulmana, aunque hay historiadores que la prolongan hasta el siglo siguiente con la constitución del Imperio carolingio. 

## Definición
El término «Antigüedad Tardía» fue acuñado a principios del siglo XX por el historiador del arte austríaco Alois Riegl para referirse a la continuidad artística existente entre los tiempos de Constantino el Grande (siglo IV) y los de Carlomagno (siglo VIII) —lo que también había sido señalado por la misma época por el ruso Dmitry Aynalov— y de esta forma superar la valoración negativa del Imperio romano tardío que hasta entonces predominaba. En los años 1920 otros dos historiadores, en este caso de la sociedad y de la economía, el austríaco Alfons Dopsch y el belga Henri Pirenne, establecieron con rotundidad la continuidad entre las dos épocas. En 1937 se publicó la obra póstuma de Pirenne Mahoma y Carlomagno, en la que ponía de manifiesto lo esencial que eran para la caracterización definitiva de lo medieval dos grandes acontecimientos —el Imperio de Carlomagno y la llegada del islam a Europa— y los procesos que acarrearon: la ruptura de la unidad de la cuenca del Mediterráneo (en lo económico y en lo ideológico, una verdadera frontera de civilizaciones) y el cierre en sí misma de Europa Occidental o Cristiandad latina (previamente separada de la Cristiandad oriental del Imperio bizantino).
La continuidad entre el siglo V y los siguientes ya había sido señalada en el siglo XIX por el historiador francés Fustel de Coulanges y en el siglo siguiente por el también francés Henri Marrou (1904-1977), aunque en 1937 todavía apoyaba la idea de la decadencia de la cultura antigua. Después de la Segunda Guerra Mundial, en una nueva edición de su tesis Marrou cuestionó la noción de decadencia e incluso el final de la cultura antigua. En su libro póstumo, Décadence romaine ou Antiquité tardive? hizo un recuento de las rupturas y continuidades del mundo romano.
El término «Antigüedad tardía» se generalizó en la historiografía, especialmente en la anglosajona, tras la publicación en 1971 de la obra del historiador británico Peter Brown titulada The World of Late Antiquity (existe edición española: El mundo en la Antigüedad tardía, 1989). Peter Brown destacaba la continuidad entre finales del siglo III y finales del siglo VII, un periodo que presentaba unas características específicas que la diferenciaban de los periodos anterior y posterior (Alta Edad Media) entre las que señalaba la redefinición del espacio material y vital del mundo antiguo (a causa de la presión de los «pueblos bárbaros» los centros neurálgicos del Imperio se trasladaron hacia el limes del Rin y del Danubio), un cierto desapego hacia el mundo material unido a una incesante búsqueda de la Divinidad, la consolidación definitiva de la monarquía de derecho divino y el nacimiento de una nueva clase dirigente más abierta por su base, mientras que se igualaban los estatutos jurídicos de los grupos inferiores de la sociedad.
Para los historiadores marxistas (Perry Anderson, Transiciones de la Antigüedad al Feudalismo), el periodo de la «Antigüedad tardía» coincidiría con la transición del modo de producción esclavista al modo de producción feudal.

## Delimitación del periodo
Si bien existe cierto consenso entre los historiadores sobre cuándo comienza la Antigüedad Tardía —el final de la «crisis del siglo III» y el advenimiento de Diocleciano en 284— no existe un acuerdo generalizado sobre la fecha de su final.
En la división tradicional, la Antigüedad terminó con las invasiones germánicas y la deposición del último emperador de Occidente, Rómulo Augusto, en el 476. Esta interpretación suele incluir la consideración del Bajo Imperio como un período de «decadencia». Desde esta perspectiva, las invasiones germánicas en los siglos IV y V llevaron a un cambio decisivo, barriendo a la sociedad romana y estableciendo un nuevo sistema social.
En ocasiones se usa la invasión lombarda de Italia en 568 para situar en ese momento el final de la Antigüedad tardía o también el fin del reinado de Justiniano (565), que durante mucho tiempo marcó para los especialistas la transición del Imperio Romano de Oriente al Imperio Bizantino. Sin embargo, los grecorromanos de Oriente nunca se identificaron a sí mismos como «bizantinos» (este término es un neologismo introducido por Hieronymus Wolf en 1557), sino como «romanos» (Βασιλεία Ῥωμαίων = imperio de los romanos), más allá incluso de la toma de Constantinopla por los turcos en 1453, ya que en el Imperio otomano, formaron la Milliyet de "Ron", hasta 1923.

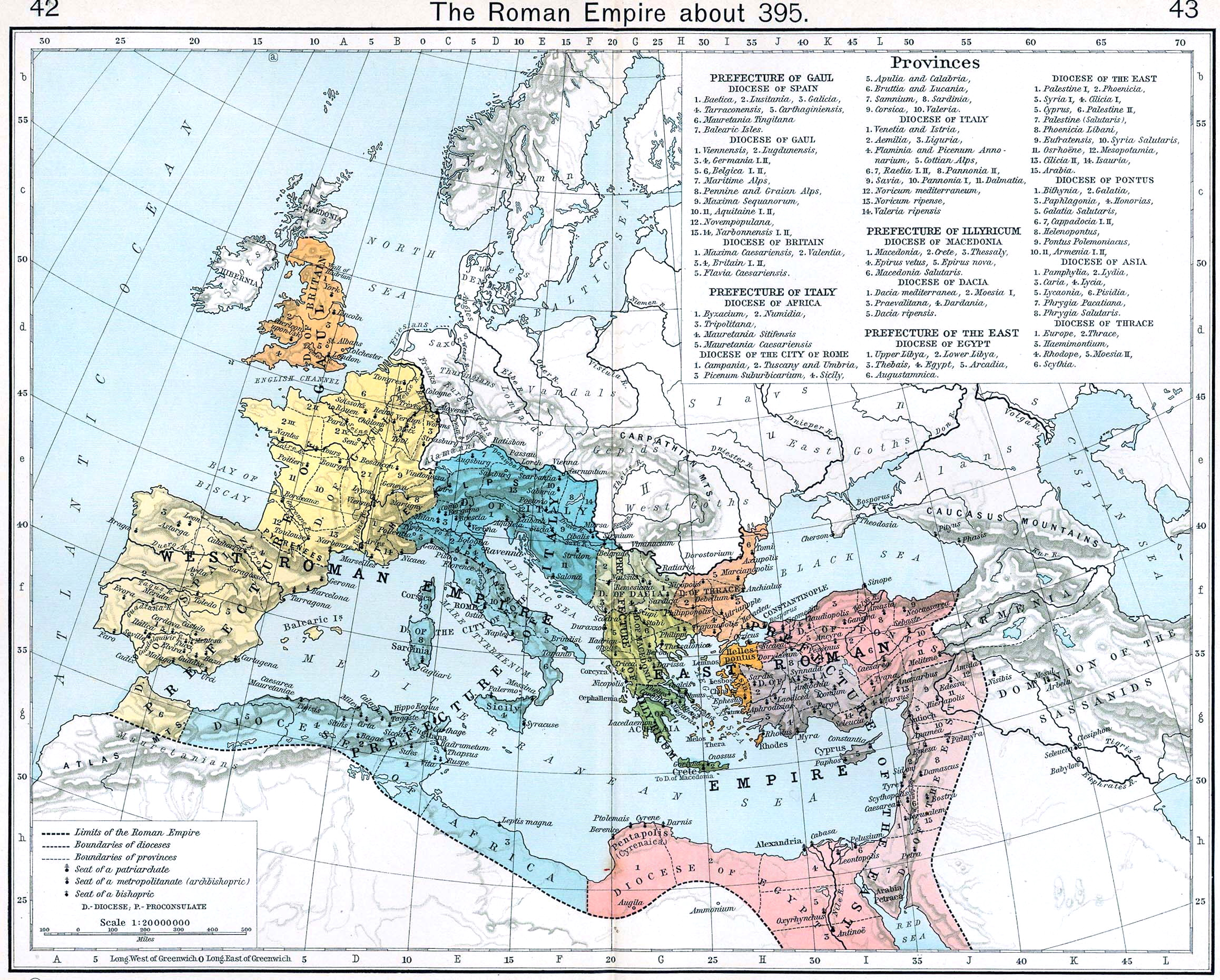
El Imperio Romano en el año 395 d. C.

Otros autores han situado el final en el año 1000, cuando tuvo lugar la llamada «revolución feudal» que supuso la desaparición de los campesinos libres, sometidos a servidumbre, y de los latifundios cultivados con esclavos que dieron paso a los señoríos.
De forma más genérica también se ha situado en el siglo VII cuando el Imperio bizantino perdió gran parte de su territorio bajo los golpes de los lombardos, las invasiones eslavas, búlgaras y especialmente árabes, por lo que quedó reducido a Grecia y Anatolia, convirtiéndose así cada vez más en un estado griego medieval, mientras que en Occidente estudios geológicos recientes han demostrado que las variaciones climáticas socavaron la productividad agrícola del norte de Europa y empujaron a muchas poblaciones hacia la cuenca mediterránea. En el norte de la Galia y las islas británicas, el bosque recuperó terreno después de la despoblación y será necesario esperar al año 1000 para ver el regreso (a menudo bajo la influencia de los monasterios) de caminos, canales de riego, trigo, vid, etc.
El historiador español Luis Agustín García Moreno, siguiendo en gran medida a Peter Brown, sitúa el final de la Antigüedad tardía en «una fecha variable, cuyos puntos de inflexión serían la conquista por el Islam de los dominios bizantinos del norte de África y una buena parte de Oriente Próximo entre el 636 (batalla de Yarmuk) y el 697 (captura definitiva de Cartago) y la ruina del reino visigodo español (711)». La historiadora británica Averil Cameron coincide con García Moreno al situar el fin de la Antigüedad tardía en el siglo VII, con las invasiones árabes.

## La antigüedad tardía como proceso de transición

Evolución de la extensión territorial de Roma y su Imperio.

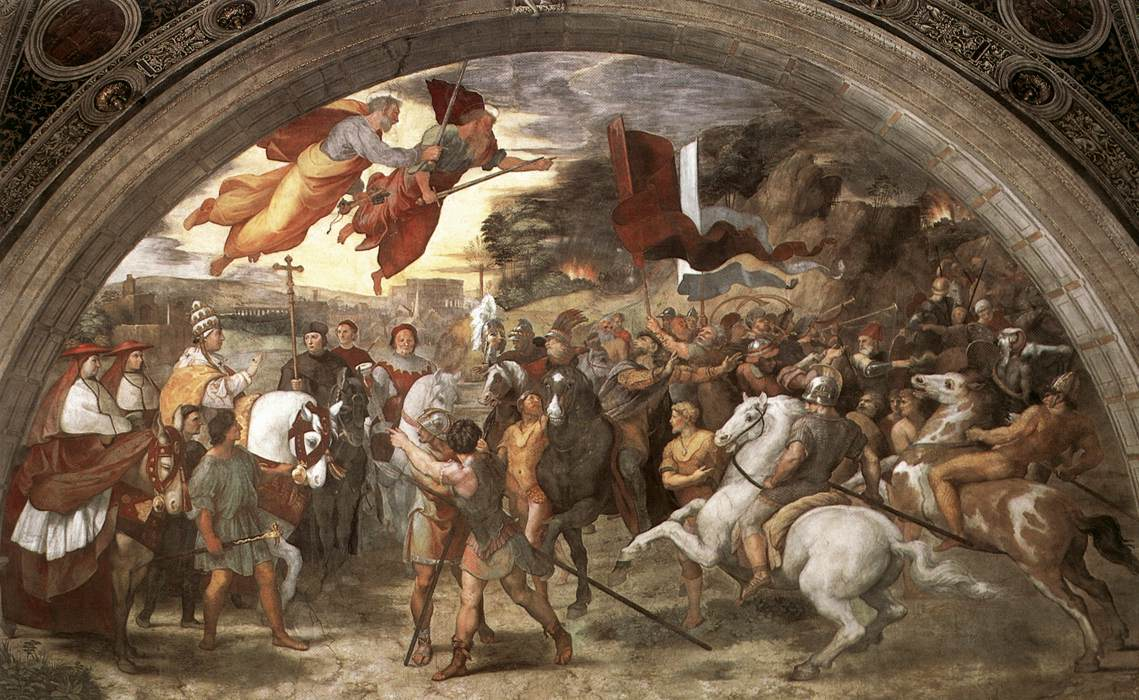
Encuentro de León Magno con Atila, fresco de Rafael Sanzio en las estancias del Vaticano (1514).

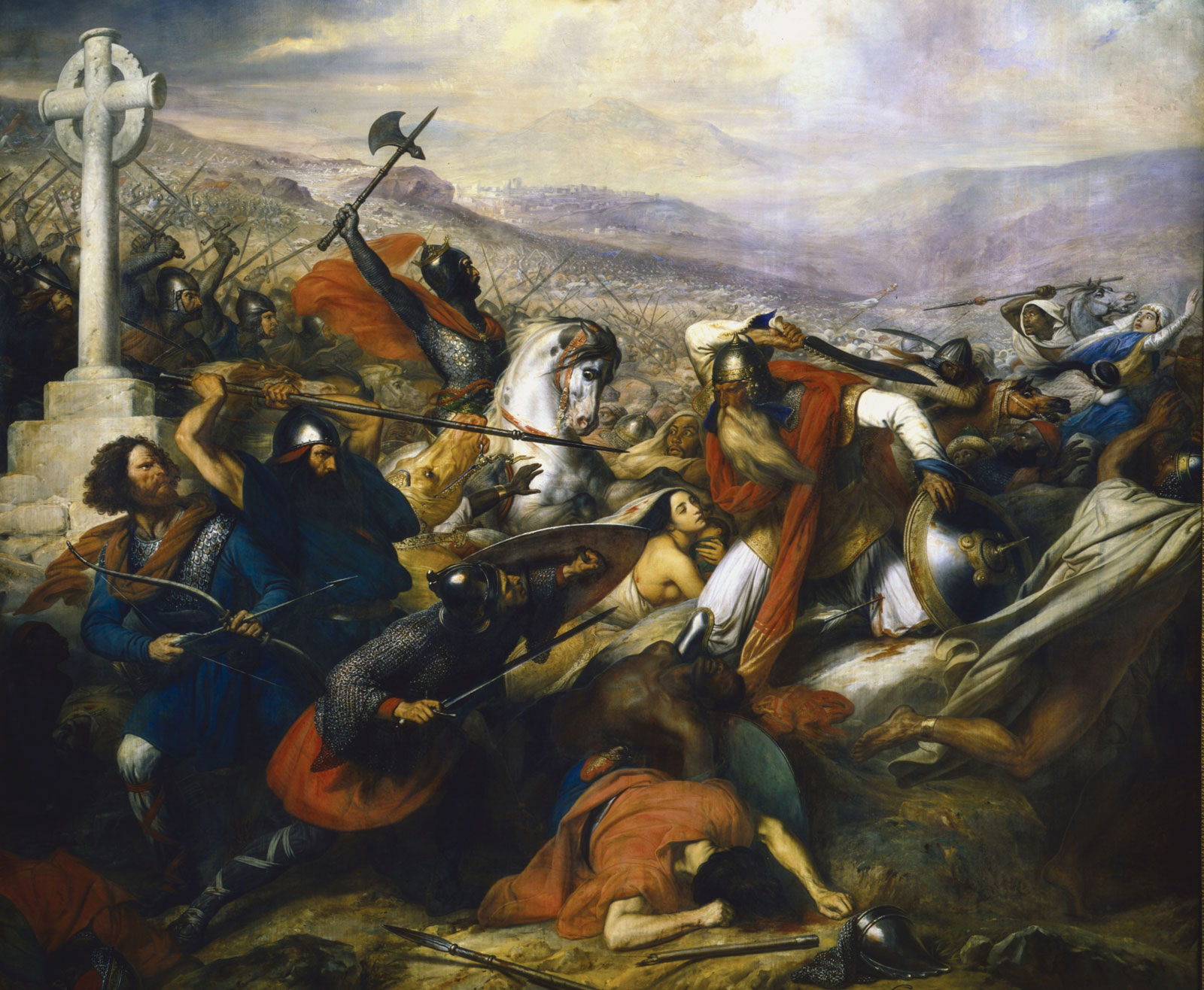
La Batalla de Poitiers, en la que los francos dirigidos por Carlos Martel, el abuelo de Carlomagno, detuvieron el avance de los musulmanes por Europa (732). Pintura histórica de Carl von Steuben (1837).

Habría sido un amplio periodo de transición en todos los ámbitos: en lo económico, según la hitoriografía marxista, para la transición entre el modo de producción esclavista y el modo de producción feudal; en lo social, para la desaparición del concepto de ciudadanía romana y la definición de los estamentos medievales; en lo político para la descomposición de las estructuras centralizadas del Imperio romano que dio paso a una dispersión del poder; y en lo ideológico y cultural para la absorción y sustitución de la cultura clásica por las teocéntricas culturas cristiana o islámica (cada una en su espacio).
Aunque se han propuesto varias fechas para el inicio de la Edad Media, de las cuales la más extendida es la del año 476, lo cierto es que no podemos ubicar su inicio de una forma tan exacta ya que la Edad Media no nace, sino que "se hace" a consecuencia de todo un largo y lento proceso que se extiende por espacio de cinco siglos y que provoca cambios enormes a todos los niveles de una forma muy profunda que incluso repercutirán hasta nuestros días. Podemos considerar que ese proceso empieza con la crisis del siglo III, vinculada, según la historiografía marxista, a los problemas de reproducción inherentes al modo de producción esclavista, que necesitaba una expansión imperial continua que ya no se producía tras la fijación del limes romano. Posiblemente también confluyeran factores climáticos para la sucesión de malas cosechas y epidemias; y de un modo mucho más evidente las primeras invasiones germánicas y sublevaciones campesinas (bagaudas), en un periodo en que se suceden muchos breves y trágicos mandatos imperiales. Desde Caracalla la ciudadanía romana estaba extendida a todos los hombres libres del Imperio, muestra de que tal condición, antes tan codiciada, había dejado de ser atractiva. El Bajo Imperio adquiere un aspecto cada vez más «medieval» desde principios del siglo IV con las reformas de Diocleciano: difuminación de las diferencias entre los esclavos y los colonos, campesinos libres, pero sujetos a condiciones cada vez mayores de servidumbre, que pierden la libertad de cambiar de domicilio, teniendo que trabajar siempre la misma tierra; herencia obligatoria de cargos públicos —antes disputados en reñidas elecciones— y oficios artesanales, sometidos a colegiación —precedente de los gremios—, todo para evitar la evasión fiscal y la despoblación de las ciudades, cuyo papel de centro de consumo y de comercio y de articulación de las zonas rurales cada vez es menos importante en Occidente. Al menos, las reformas consiguen mantener el edificio institucional romano, aunque no sin intensificar la ruralización y aristocratización (pasos claros hacia el «feudalismo», según la historiografía marxista), sobre todo en Occidente, que queda desvinculado de Oriente con la partición del Imperio. Otro cambio decisivo fue la implantación del cristianismo como nueva religión oficial por el Edicto de Tesalónica de Teodosio I el Grande (380) precedido por el Edicto de Milán (313) de Constantino I el Grande.
Ningún evento concreto —a pesar de la abundancia y concatenación de hechos "catastróficos"— determinó por sí mismo el fin de la Edad Antigua y el inicio de la Edad Media: ni los sucesivos saqueos de Roma (por los godos de Alarico I en el 410, por los vándalos en el 455, por las propias tropas imperiales de Ricimero en 472, por los ostrogodos en 546), ni la irrupción de los hunos de Atila (450-452, con la Batalla de los Campos Cataláunicos y la extraña entrevista con el papa León I el Magno), ni el derrocamiento de Rómulo Augústulo (último emperador romano de Occidente, por Odoacro el jefe de los hérulos —476—); fueron sucesos que sus contemporáneos consideraran iniciadores de una nueva época. La culminación a finales del siglo V de una serie de procesos de larga duración, entre ellos la grave dislocación económica, las invasiones y el asentamiento de los pueblos germanos en el Imperio romano, hizo cambiar la faz de Europa. Durante los siguientes 300 años, la Europa Occidental mantuvo un período de unidad cultural instalada sobre la compleja y elaborada cultura del Imperio romano, que nunca llegó a perderse por completo, y el asentamiento del cristianismo. Nunca llegó a olvidarse la herencia clásica grecorromana, y la lengua latina, sometida a transformación (latín medieval), continuó siendo la lengua de cultura en toda Europa occidental, incluso más allá de la Edad Media. El derecho romano y múltiples instituciones continuaron vivas, adaptándose de uno u otro modo. Lo que se operó durante ese amplio periodo de transición (¿que puede darse por culminado para el año 800, con la coronación de Carlomagno?) fue una suerte de fusión con las aportaciones de otras civilizaciones y formaciones sociales, en especial la germánica y la religión cristiana. En los siglos siguientes, aún en la Alta Edad Media, serán otras aportaciones las que se añadan, destacadamente el islam.

## El poder político

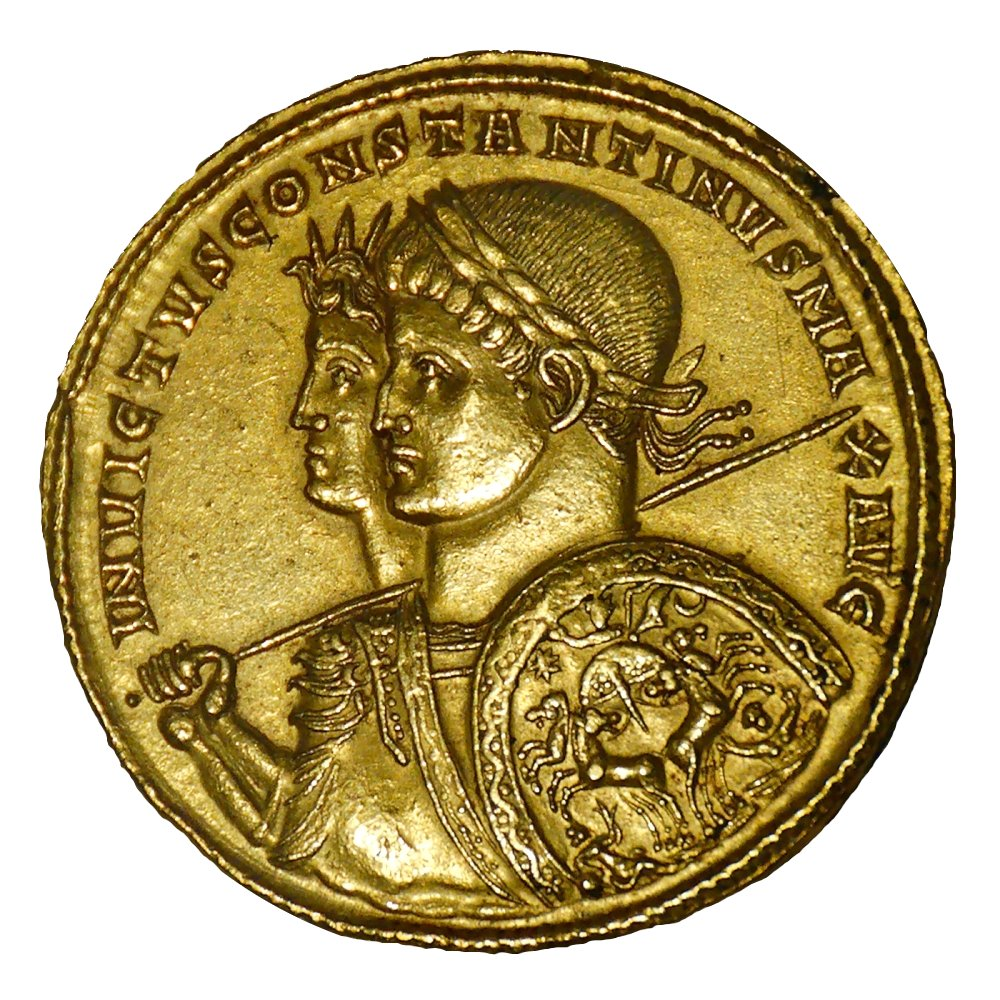
Solidus de Constantino, Ticinum (Pavía actual), 313, Cabinet of Medals (Beistegui 233). Ideología solar: Constantino está al lado del Sol Invictus, usa el término INVICTUS; su escudo está decorado con la cuadriga solar.

La crisis del siglo III transformó el poder imperial. El Senado ya no tiene ninguna influencia. Pasamos de Principado a Dominado. Los emperadores de la antigüedad tardía también se beneficiaron de una construcción ideológica que gradualmente asimiló a los emperadores a deidades vivientes y así justificó su poder absoluto. Para Constantino como para Diocleciano, la autoridad imperial es de naturaleza divina. Diocleciano y Galerio, su hijo adoptivo, dicen ser descendientes de Júpiter. Toman el apodo de Joviano, su colega Maximiano y su co-césar Constancio, el de Herculiano. Esta sacralización del poder imperial también pretende eliminar cualquier legitimidad de usurpadores potenciales, ya que solo el emperador es el elegido de los dioses y solo su sucesor es legítimo. Esta ideología no impide que Constantino y luego Majencio, hijo de los agustos, pero retirados del poder, desafíen a la nueva tetrarquía después de la muerte de Constancio en el 306.

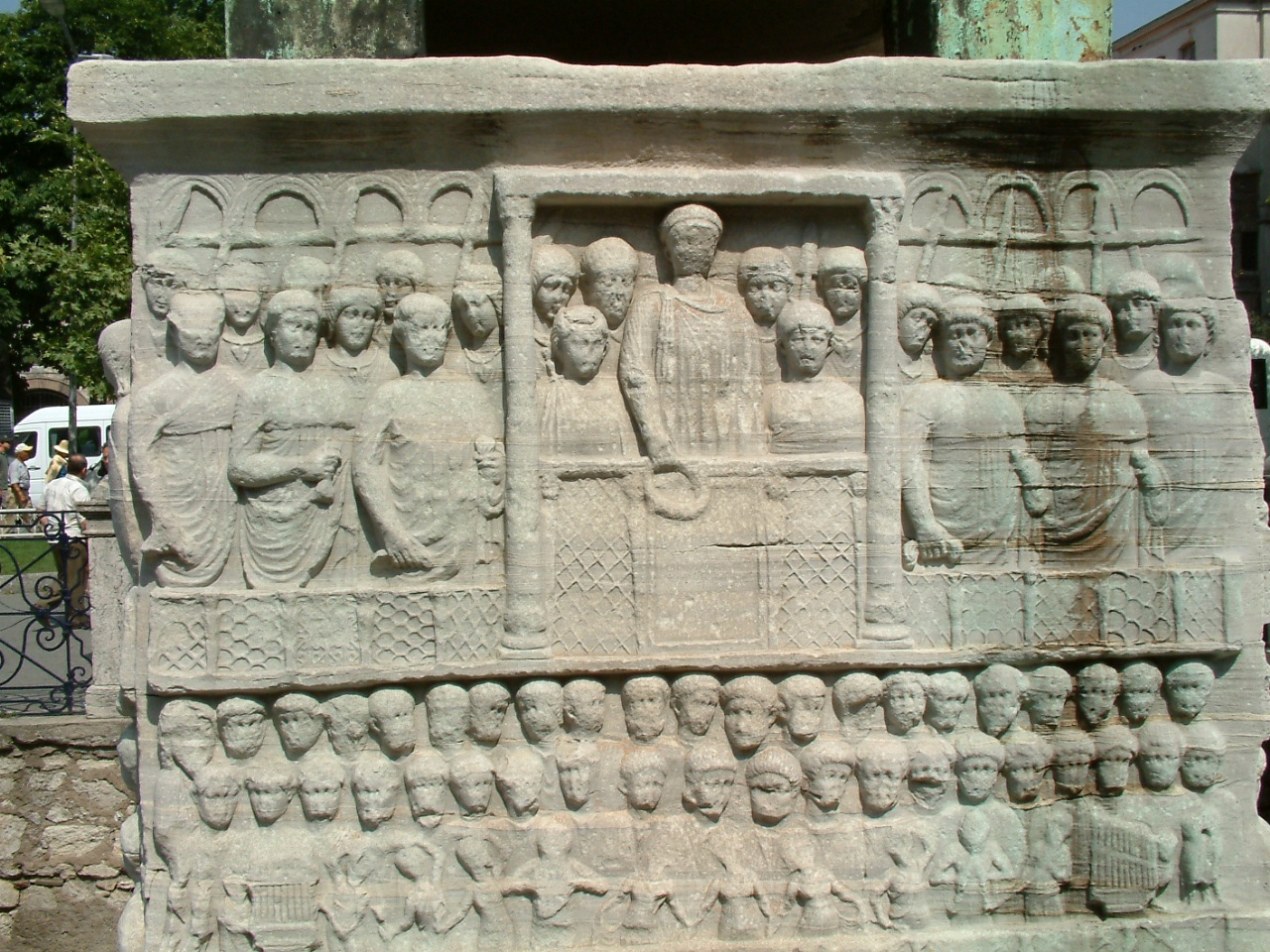
Base del Obelisco de Teodosio, Hipódromo de Constantinopla, siglo IV

Constantino, aunque está afiliado con los tetrarcas de linaje herculiense sale, una vez que se deshace de Maximiano en 310, a favor de la teología solar de Apolo y el Sol Invictus. Esto implica un poder y un favor únicos y supremos de los ejércitos occidentales, lo que ayuda a sus ambiciones. Las monedas de Constantino dan testimonio de esta ideología solar durante algunos años (ver la imagen de un solidus). En 312, Constantino integra el cristianismo con su ideología y los dos principios monoteístas solar y cristiano coexistirán hasta 324, cuando Constantino se convierte en el único dueño del Imperio. De acuerdo con Paul Petit, la persistencia de símbolos solares en las monedas de Constantino y los panegíricos monoteístas paganos de 313 y 321, independientemente de una actitud imperial muy favorable a los cristianos, se unió con el interés de comunicarse con todas las facciones en tanto que la victoria sobre Licinio no estaba ganada. Después de su victoria en 324, Constantino cambio en sus títulos el Invictus de connotaciones solares por el VICTOR, mientras que una moneda de esa fecha cuenta con el emblema de Cristo traspasando una serpiente.
Debido a su conversión, Constantino no busca afirmar una filiación divina. Dice haber sido investido por el Dios de los cristianos para gobernar el Imperio. Monedas del 330 muestran una mano que sale del cielo que le da una corona. La conversión de Constantino también plantea el problema del Cesaropapismo. El emperador actúa como un clérigo en su forma de ejercer el poder. En Constantinopla, construye su palacio como si fuera una iglesia; afirma haber recibido una visión de Cristo como si fuera un apóstol, y también lleva, como los emperadores después de él, el título de isóstopo, igual que los apóstoles; se presenta como «el obispo de los que están fuera» (es decir, los que no son clérigos) en el Concilio de Nicea, aunque no tiene esa cualidad de obispo. Constantino afirma que él es el representante de Dios en la tierra. En su inteligencia se refleja la inteligencia suprema. Se rodea de una increíble pompa para exaltar la grandeza de la función imperial. De ahora en adelante, la romanidad y la religión cristiana están vinculadas. Eusebio de Cesarea, repitiendo los argumentos de Melitón de Sardes, desarrolla la teología del imperio cristiano en varios libros, entre ellos su panegírico de 335. Para él, la unificación política permitió la unificación religiosa. El emperador es, en este contexto, el servidor de Dios y la imagen del hijo de Dios, maestro del universo. El emperador también recibe la misión de guía a la salvación y la fe cristiana. Su creciente intervención en asuntos religiosos está así legitimada, como es el caso del Cesaropapismo.
En Occidente, el poder espiritual está comprometido con una mayor autonomía del poder político. Ambrosio sienta las bases para la teoría medieval de la separación de los dos poderes, incluso esbozando la idea de una subordinación del poder político al poder espiritual. Él por lo tanto ha obligado a Teodosio a hacer penitencia y caminar descalzo sobre cenizas para expiar la muerte de diez mil personas después de la revuelta de Tesalónica en el 390. En Oriente, los emperadores permanecen entre Cesaropapismo y la subordinación al poder espiritual. Así, en 450, el emperador Marciano es coronado emperador por el obispo de Constantinopla Anatolio. Su sucesor León hace lo mismo. Por lo tanto, es el obispo quien en nombre de Dios hace soberano. Una de las consecuencias de esta ideología es la sumisión del rey a los dogmas de la Iglesia. Los emperadores no se dan por vencidos, sin embargo, para intervenir en los asuntos de la Iglesia.
Zenón publica en el decreto de 482 de Henotikon, la naturaleza doctrinal, que tiene como objetivo apaciguar el conflicto religioso acerca de la naturaleza de Cristo. Esta voluntad del soberano de fijar el dogma plantea una objeción en Oriente y Occidente. Justiniano en el siglo VI, va a secuestrar y detener siete años al papa Virgilio para obligarlo a respaldar las posiciones adoptadas por el Concilio de Constantinopla II que condenó el Monofisismo. Constante II en el año 653 hace aprehender y juzgar al papa Martín I, Justiniano II trata de ejecutar la misma acción contra Sergio I en 692 para imponer los cánones del Concilio de Trullo. Pero esta vez, la milicia romana defendió al papa. El principio dinástico introducido por Constantino tuvo el efecto de debilitar el poder imperial. De hecho, varias veces, los niños llegaron al poder a la muerte de su padre. Este es el caso de Graciano y Valentiniano II, de Arcadio y Honorio, Teodosio II y Valentiniano III en 423. Las madres de estos jóvenes emperadores ocupan entonces un importante papel político así como ciertos prefectos del pretorio.

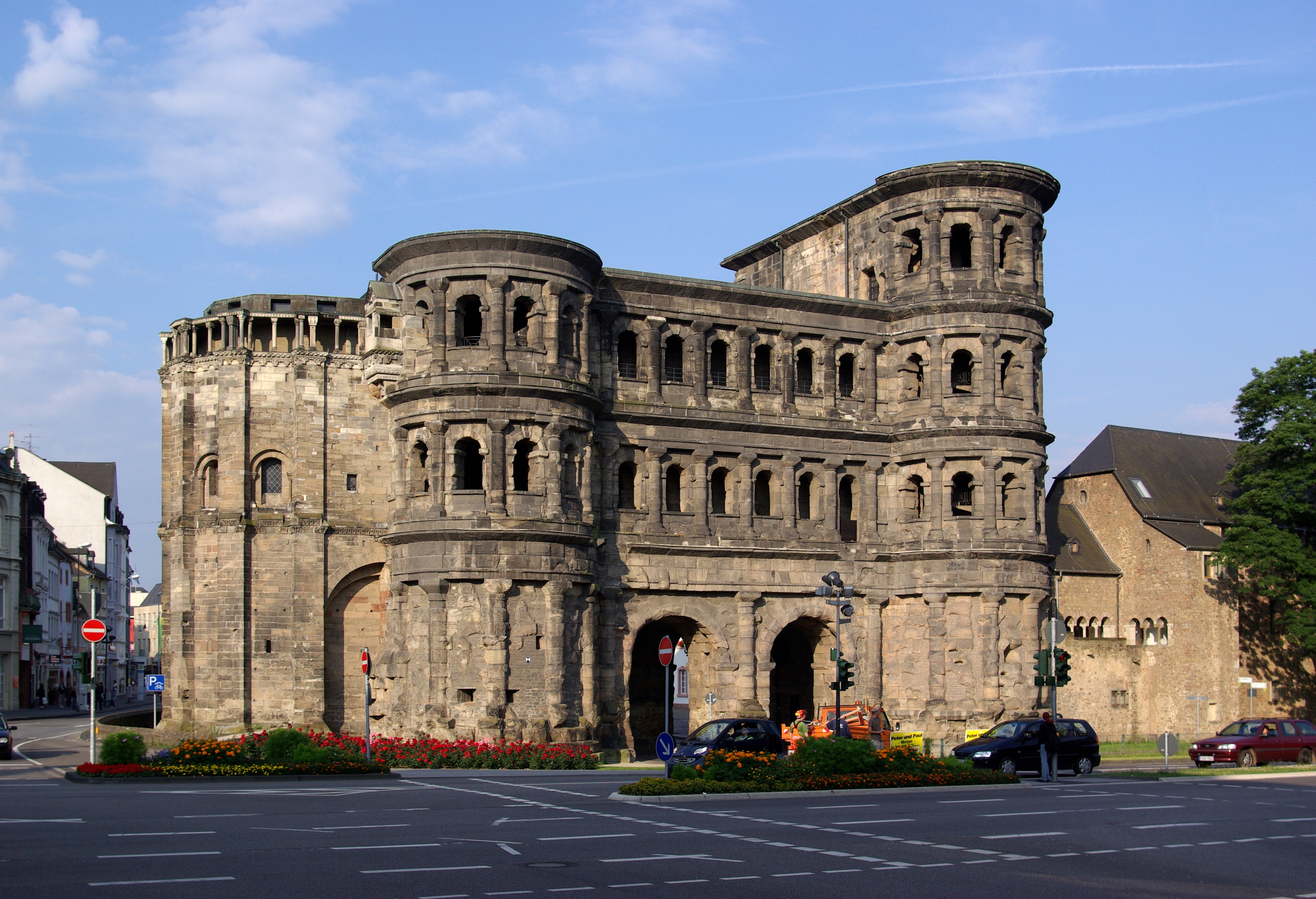
Porta Nigra, símbolo de Tréveris, ciudad imperial en la antigüedad tardía

## El ejército

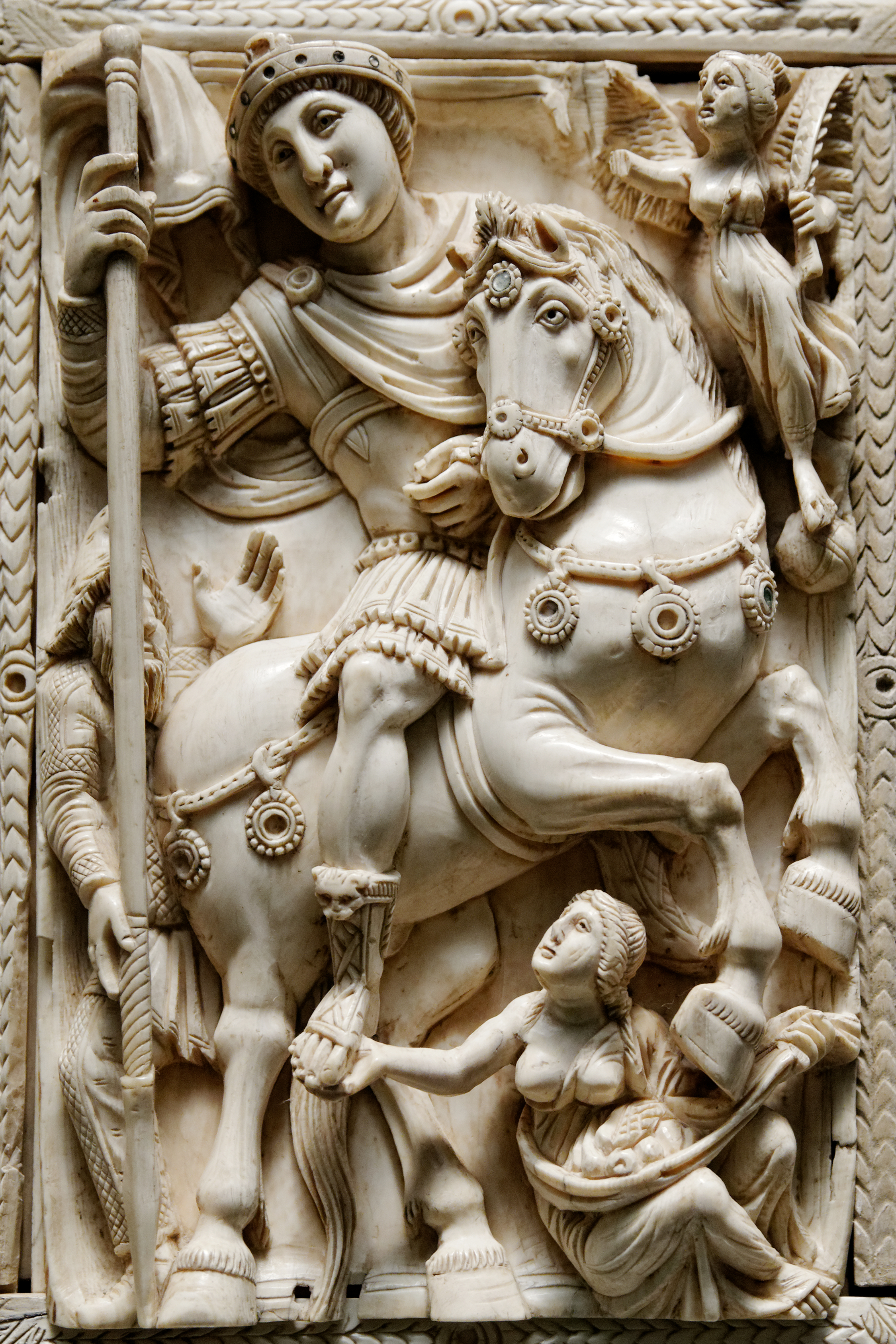
Anastasio o Justiniano, detalle de marfil Barberini, Constantinopla, principios del, estilo Teodosiano tardío, Museo del Louvre

El número de soldados por legión pasó de entre 6.000 y 5.000 en el Alto Imperio a probablemente 2.000 al comienzo del reinado de Diocleciano. Esto aumenta la cantidad de unidades. Se supone que el ejército romano del siglo IV tiene entre 250.000 y 300.000 hombres. Una gran novedad es el reclutamiento de soldados de origen bárbaro para mantener las fronteras del Imperio. Completan el ejército de maniobras.
Las legiones de maniobras son más pequeñas, 1000 legionarios, pero son más numerosas que en el período anterior. Pasan de 39 a 60. Son responsables de interceptar a los bárbaros que han logrado cruzar una frontera cada vez más fortificada. La necesidad de la defensa del Imperio justifica el abandono de Roma como residencia imperial en beneficio de ciudades más cercanas a las fronteras: Tréveris, Milán, Sirmium, Nicomedia. Constantino completa la transformación del ejército y establece el comitatus, el ejército de campo. Su comando está confiado a un magister peditum para la infantería y un magister equitum para la caballería. En caso de necesidad, los jefes de la milicia se pueden crear para una región en particular como en Illyria. En las provincias y diócesis expuestas, las tropas pueden ser dirigidas por un comes o un dux. Este ejército es particularmente cuidado por los emperadores.
Para superar las dificultades de alistamiento, Diocleciano impone nuevas reglas. Los propietarios ahora deben proporcionar reclutas al ejército romano. Durante el siglo IV, obtuvieron el derecho de reemplazar a los reclutas por una suma de oro, aurum tironicum. Este sistema se elimina en el 375, pero solo para Oriente. Un número significativo de ciudadanos busca huir del alistamiento en el ejército al irse al desierto, cortarse el pulgar o convertirse en clérigos. Las fuertes condenas contra los desertores, o la herencia de la profesión de soldado no evitan las dificultades de reclutamiento, lo que empuja a los emperadores a apelar a los bárbaros.
Además de los soldados del ejército de maniobra, Diocleciano y Constantino reclutan auxiliares de origen bárbaro para vigilar las limes, los limitanei. Bajo Teodosio, la presencia bárbara se refuerza, incluso en los puestos del alto mando, ejercida por bárbaros romanizados como Arbogasto, Estilicón, o Gainas. A comienzos del siglo V, el ejército occidental comprendía teóricamente 200.000 hombres en las fronteras, muchos de origen bárbaro, y 50.000 hombres en el ejército de maniobras.
En el siglo V, el Imperio Romano de Oriente conoce varias reacciones anti-germanas que dan lugar a la eliminación de jefes bárbaros (Gainas en 400, el asesinato de Aspar en 471) y que llevan a excluir a los germanos de los oficiales del ejército. Al mismo tiempo, en 466, los emperadores de Oriente quieren reemplazarlos con una fuente de reclutamiento aborigen, con montañeses isáuricos del Imperio, al mando de Zenón, que se convierte en el "hijo" del emperador León I y le succede. Los últimos federados en el Este, liderados por Teodorico, son enviados a Italia en 489, lo que libera a Oriente de su presión.
Sin embargo, los germanos siguieron siendo un elemento importante del ejército imperial hasta el siglo VII, pero fueron reclutados individualmente como mercenarios y supervisados por oficiales imperiales. El abandono del sistema federado y la reanudación del control de las fuerzas armadas permitieron la supervivencia del Imperio de Oriente.
A principios del siglo VII, la crisis financiera del Imperio oriental y la ocupación de los Balcanes por los eslavos y Anatolia oriental por parte de los persas agotó las capacidades de reclutamiento de los mercenarios. Heraclio entonces reorganizó el reclutamiento por la institución de soldados campesinos. Los territorios aún bajo dominación imperial se organizan gradualmente en distritos militares, comandados por un estratega, y reciben el nombre griego de la unidad que está estacionada allí (thema). Crea propiedades militares, que son heredadas e inalienables para las familias, contra un servicio militar también hereditario. Esta institución recuerda y generaliza la de la antigua frontera (limitanei), y finalmente da los medios de un poderoso ejército "nacional" y dispensa de reclutar mercenarios extranjeros, caros e inseguros. El soldado-campesino se equipa y tiene un caballo, y recibe solo un pequeño salario, lo que reduce aún más la carga del ejército.

## La administración

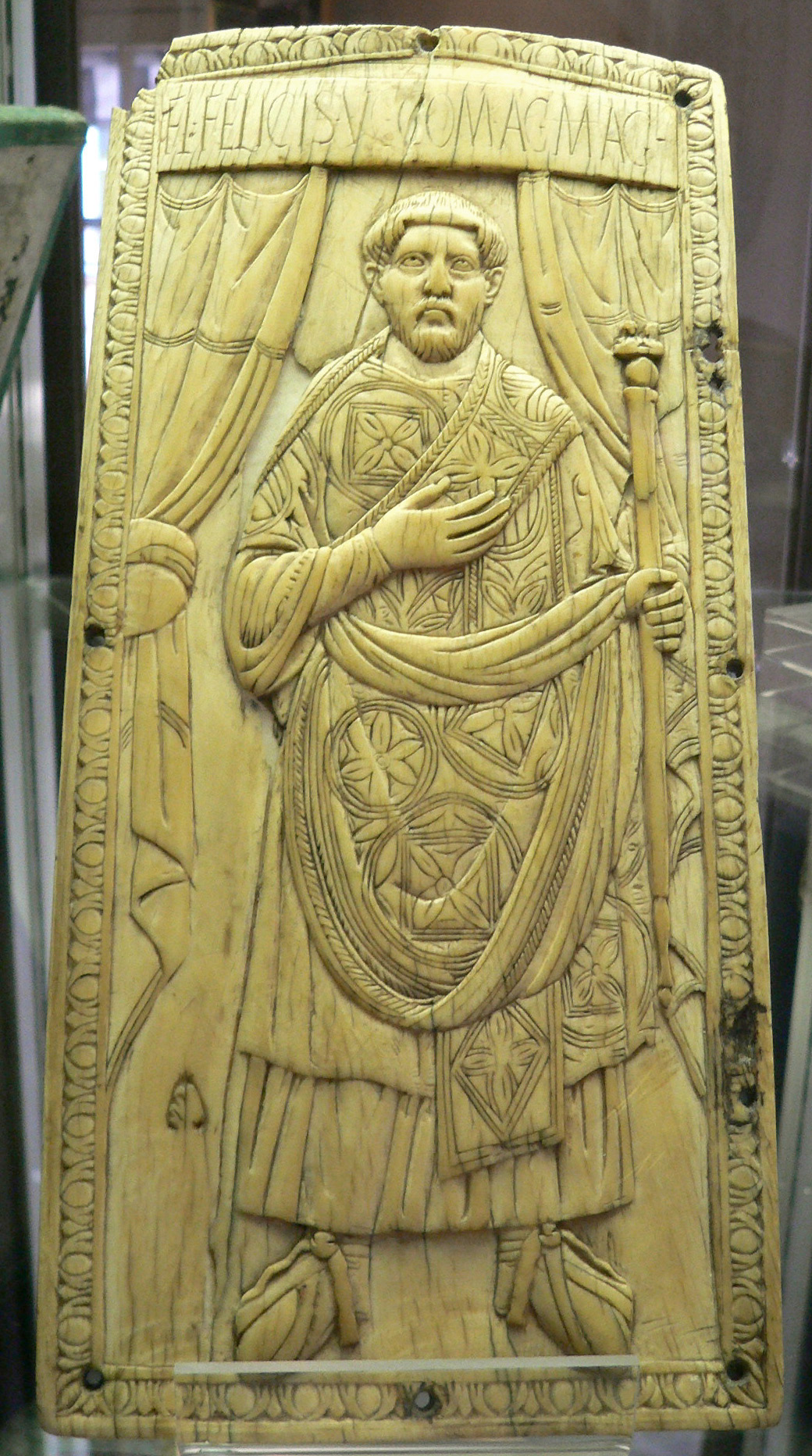
Flavio Félix, cónsul en 428, Roma, Marfil de elefante, Antiguo tesoro de la Abadía de Saint-Junien de Limoges, Gabinete de las medallas de la BNF

Bajo Diocleciano, las distinciones entre las provincias del Senado y las provincias imperiales son suprimidas. En el 297, el emperador los dividió en entidades más pequeñas, de 47 a más de 100. Estas nuevas provincias se agrupan en 12 diócesis dirigidas por vicarios ecuestres que obedecen directamente a los emperadores. Esta multiplicación de distritos administrativos y niveles administrativos se considera más eficaz para combatir los problemas del Imperio. En el 312, hay 108 provincias, y 116 en el 425. Constantino opera una reforma de la prefectura del Pretorio que ya no se ocupa de la administración central. Divide al Imperio en grandes circunscripciones cuyos límites son fluctuantes, prefecturas regionales encabezadas por un prefecto pretoriano. Los prefectos tienen grandes prerrogativas civiles y judiciales. Cada nivel administrativo - prefectura regional, diócesis, provincia - tiene su capital, sus oficinas, sus funcionarios. El poder imperial está, por tanto, más presente en cada nivel, pero la masa salarial de los funcionarios se multiplica por cuatro y los grandes poderes que poseen son factores de autonomía y corrupción.
Constantino también transformó la organización del poder central, que había permanecido esencialmente igual desde el Alto Imperio. El prefecto del Pretorio es reemplazado por el Questor del Sagrado Palacio, quien escribe los edictos. Este dirige el consistorio sagrado, que reemplaza al consejo del emperador. El jefe de las oficinas dirige al personal administrativo, las fábricas de armas y las escuelas de la guardia; el jefe de la milicia, la infantería y la caballería; el conde de la generosidad sagrada, el recaudador de impuestos; el tesorero de la fortuna privada, la res privata, es decir, el fondo privado del emperador, ya que los ingresos personales de este último provienen principalmente de los ingresos de sus inmensas propiedades.
La gran novedad, sin embargo, es el gran aumento en el número de funcionarios que trabajan en las oficinas centrales. Una multitud de notarios, enviados y agentes secretos (los agentes en rebus también llamados curiosi), casi 1000 funcionarios públicos en el siglo V, y varios empleados hacen del Imperio Romano una verdadera burocracia. Esta administración central inflada contribuye al aislamiento del emperador del resto de la sociedad. La venalidad de las oficinas, combinada con la práctica de lo que hoy llamaríamos "trabajos ficticios", y el verdadero "alboroto" organizado por la administración, tanto vis-à-vis el administrado y dentro de ella misma (desde los superiores hasta los inferiores), llevó al historiador Paul Veyne a rechazar la imagen de un Imperio como «maravilla de organización, estado de derecho y orden», para evocar más bien un imperio de «bakchich y clientelismo».
Todas estas instituciones siguen siendo las mismas hasta principios del siglo VII. Durante mucho tiempo, los emperadores trataron de mantener la separación de los poderes civiles, confiados a un gobernador, y los poderes militares confiaron a un comes o un dux, este último atendiendo a varias provincias. Pero en la época de Justiniano, las reformas llevan en germen el encuentro de los poderes civil y militar en los exarcados del período bizantino. Justiniano reúne a las provincias, solo durante quince años, es cierto, en manos de procónsules, dándoles poderes militares, civiles y algunas veces fiscales. Su objetivo es detener el creciente poder de la nobleza.

## La fiscalidad

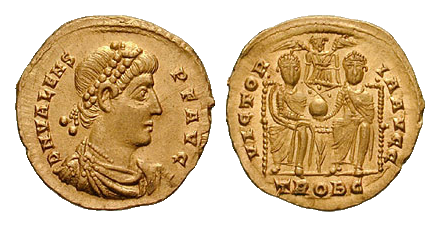
Solidus de oro, v. 377, Tréveris. Anverso : efigie del emperador Valente. Reverso : Valente y Valentiniano I en el trono, sosteniendo el orbe

Las finanzas estaban destinadas principalmente a apoyar al ejército. El presupuesto militar se estableció gradualmente a partir de la dinastía de los Severos. Para hacer frente a los mayores gastos, el emperador ordenó en 298 que se contasen todos los recursos del Imperio, hombres, ganado y otras riquezas. Este censo, que tiene lugar cada cinco años, sirve como base para establecer la base de un nuevo impuesto, la capitación. Además los propietarios deben pagar la jugatio sobre tierra. El pago se realiza en especie o en efectivo de acuerdo con una correspondencia preestablecida regionalmente por una lista de precios. Este sistema impositivo establecido sobre la propiedad de la tierra afecta principalmente a los habitantes del campo. Se complementa con una reforma agraria, mediante la asignación forzosa de tierras abandonadas a particulares, que se convierten en colonos imponibles.
Constantino aumenta los gastos del Estado por su numerosa administración, sus numerosas construcciones, los dones a sus protegidos y a la Iglesia, los lujosos gastos de la corte. Proporciona el oro necesario al imponer tributos a los que no pagan la capitación: la chrysargyron se aplica cada cinco años sobre los comerciantes y artesanos, los curiales están sujetos a ofrecer el oro coronario. Los senadores deben pagar oro oblato (aurum oblaticium, oro ofrecido para cada cumpleaños imperial) y la collatio glebalis cada cuatro años.
Estas reformas alinean las finanzas públicas con el movimiento del oro, y restauran la riqueza en el siglo IV a pesar del considerable aumento de los gastos a costa de la colusión entre el gobierno y las clases altas, a pesar de la ruina de las clases bajas.
Durante el reinado de Teodosio, la tributación se endureció nuevamente y provocó revueltas (Antioquía en 387). En teoría, los ingresos de la res privata deben respaldar a la corte y la familia imperial, pero una parte creciente de este fondo depende de las inmensas necesidades del estado. Anastasio separa una parte de los dominios de la res privata cuyos ingresos se unen a los del fisco. Abolió el chrysargyro que atacaba el comercio y la industria de las ciudades, y confió la percepción del impuesto de las ciudades a los funcionarios públicos, aliviando a los curiales en ruina.
Mientras que la circulación monetaria se ralentiza en Occidente debido a las grandes invasiones, aumenta en Oriente: Anastasio definitivamente requiere campañas de pago de contribuciones (capitatio y jugatio) en efectivo y compra los materiales necesarios para el Estado a precios impuestos por el gobierno. La severidad fiscal provocó revueltas populares, pero a la muerte de Anastasio las arcas imperiales contenían una reserva considerable de 320.000 libras de oro.
El costo de las conquistas de Justiniano provoca una nueva ronda de impuestos fiscales hasta el 550. El descontento fue grande. De hecho, el emperador grava en el campo oriental debilitado por los estragos de la peste con impuestos muy pesados. Las provincias recién reconquistadas han perdido el hábito de pagar fuertes impuestos bajo la administración bárbara incapaz de cobrarlos regularmente. Deben someterse de nuevo a esta obligación cuando salen de las guerras de conquista completamente arruinadas. Después del 550, debido al aumento de la población en el Imperio de Justiniano, los gravámenes impositivos tienden a disminuir.

## La evolución de la economía

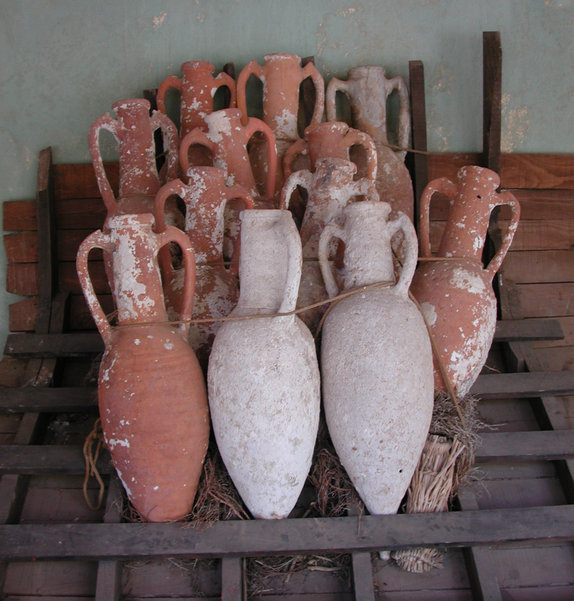
Ánforas en el castillo de Bodrum en Turquía.

La economía romana es una economía esencialmente agrícola. La trilogía mediterránea domina la producción: trigo, vid (vino), aceituna (aceite). Sicilia, África, Egipto, la Galia y España producen los cereales que abastecen a las grandes ciudades del Imperio. La cría de caballos, indispensable para los juegos y para el ejército, se concentra en España, África, Siria, Tracia y Asia. En ese momento, dos sectores de la economía pueden calificarse como industriales. Son la minería y la producción de cerámica sigilada. Esto está relacionado con la exportación de productos agrícolas. Por lo tanto, en las principales áreas de producción encontramos los principales talleres de cerámica. Cerca de cuarenta fábricas de armas están dispersas por todo el Imperio. Son parte de las industrias del estado, como son las armaduras, la vestimenta para los soldados y las fábricas de tintura.

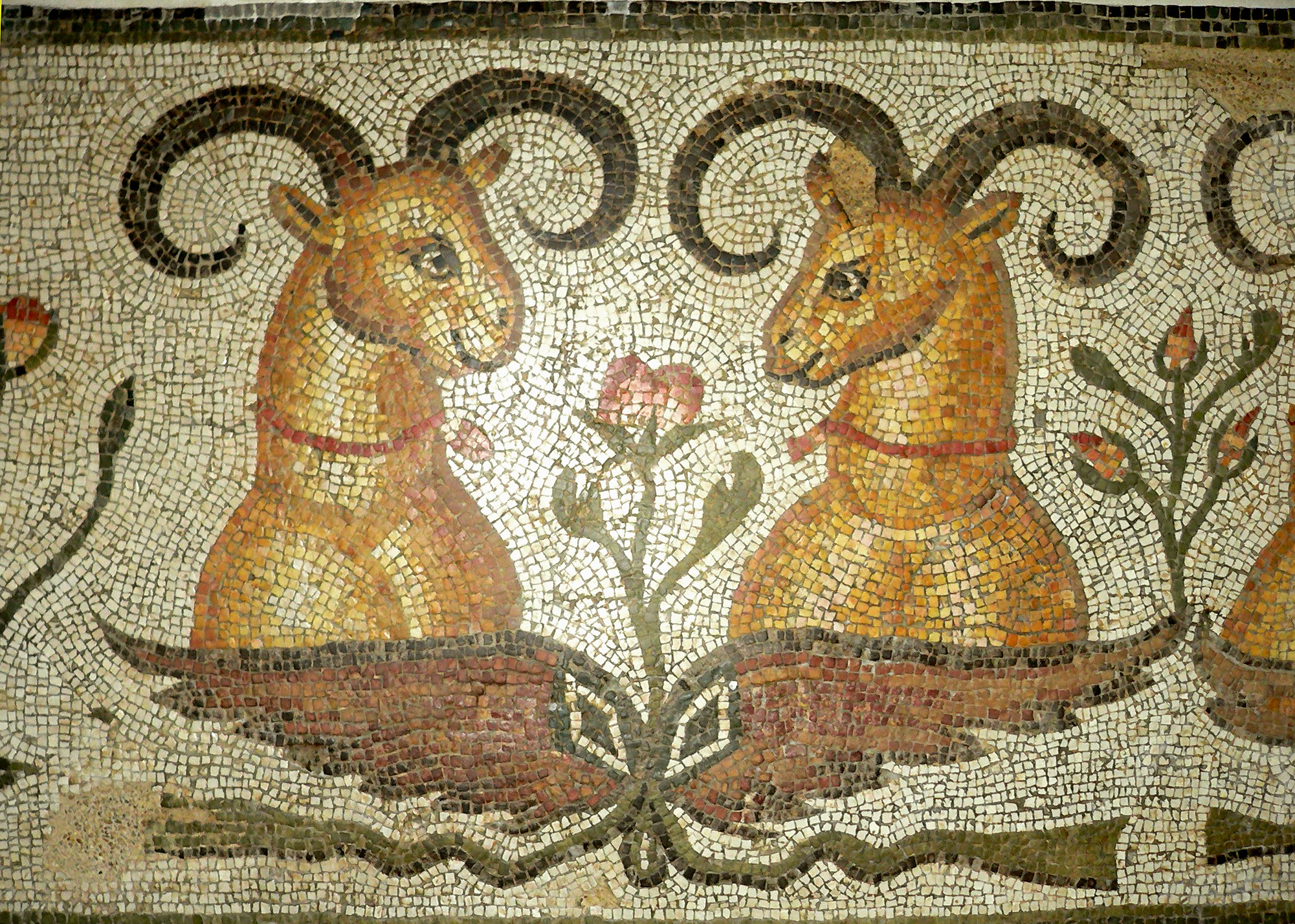
Antioquía, mosaico del, íbices (detalle), Museo del Louvre

Las rutas comerciales son las mismas que desde el comienzo del Imperio Romano. Solo la creación de Constantinopla crea un nuevo eje de transporte. El Imperio Romano prohibió la exportación de productos que pudieran favorecer la economía de los poderes enemigos. La exportación de metales, armas y alimentos a germanos o persas estaba prohibida. El comercio internacional es de poca importancia: esclavos, incienso de Yemen, especias del mundo indio, perfumes y sedas de China. Beneficia especialmente a las ciudades ubicadas en los límites del Imperio: Antioquía, Cartago en relación con los caravaneros de África. El comercio interno vuelve a ser muy activo después de la crisis del siglo III.
Durante mucho tiempo los historiadores han presentado la economía de la Antigüedad tardía como en declive. Sin embargo, las principales innovaciones técnicas se extendieron en el siglo IV, como el arado de ruedas, la cosechadora gala o el molino de agua. Las técnicas artesanales no disminuyen. Lo que dio esta impresión de crisis económica es el aumento de tierras abandonadas, especialmente en Occidente, pero también en el este. Recientes excavaciones y correcciones de textos antiguos sugieren que el fenómeno de las tierras desiertas y las aldeas abandonadas es, en última instancia, menos de lo que se pensaba. Según Pierre Jaillette, la regresión, causada en particular por las invasiones, las guerras civiles y las incursiones de los invasores, no es tan generalizada ni continua como los historiadores pensaban anteriormente.
En el siglo IV, las principales ciudades de Oriente y Occidente recuperan su dinamismo perdido durante la crisis del siglo III. El negocio de artículos de lujo sigue siendo muy próspero. El tráfico continental parece haberse debilitado un poco. Tréveris, convertida en residencia imperial, conoce una prosperidad sin precedentes. Sin embargo, se puede ver que la política monetaria de Constantino ensancha las desigualdades entre ricos y pobres. Mantiene el precio de las monedas de oro, solidus, que solo los más ricos pueden acumular, pero permite devaluar las monedas de bronce necesarias para los intercambios diarios, lo que reduce el poder adquisitivo de las masas populares. La creación de un tercio de solidus no permite solucionar el problema.
En el 395, cuando comienza la partición definitiva entre Oriente y Occidente, la economía de Occidente sigue siendo frágil. Solo unos pocos talleres imperiales y algunos centros de producción de cerámica aún conservan un verdadero dinamismo. El comercio está en manos de los asentamientos de comerciantes judíos y sirios. El campo depende para su supervivencia del asentamiento de las poblaciones germánicas, especialmente en el norte de Galia e Iliria. La economía de Oriente, por otro lado, está floreciendo. Es el centro económico y comercial del mundo romano y la agricultura es próspera.
Las invasiones bárbaras en el oeste apenas cambian las estructuras económicas. Disminuyen el ritmo de los grandes negocios y la economía urbana, pero tienen poco impacto en el mundo rural. Por otro lado, la reconquista de Justiniano trastorna las estructuras económicas y sociales de las áreas afectadas por las campañas militares. Los ejércitos bizantinos devastan las áreas conquistadas. Las tierras están arrasadas y no producen nada durante varios años. En el este, junto a la pequeña propiedad, la economía rural está en manos de grandes propietarios. Las grandes familias, especialmente las familias senatoriales de Constantinopla, poseen tierras diseminadas por todo el este. El Estado y el emperador manejan vastas propiedades que provienen de la antigua propiedad estatal, propiedad de las sucesivas familias reales y de confiscaciones. Finalmente, los obispos y las instituciones cristianas de caridad han recibido donaciones considerables que han hecho latifundios. Pero hay una gran diferencia en los ingresos entre los obispados. Después del 500, la economía de las grandes haciendas se ve debilitada por la escasez de mano de obra, especialmente del trabajo esclavo. Por lo tanto, las propiedades grandes pierden importancia a favor de la pequeña propiedad.

## La evolución de la sociedad

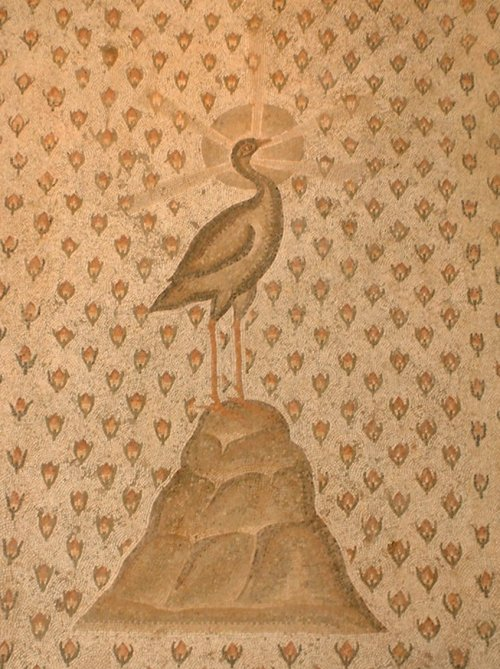
Sembrado de rosas y Fénix, mosaico de suelo (detalle), casa del Atrio en Antioquía,, museo del Louvre

### Las clases dominantes
Desde el siglo IV aumentan las diferencias en la ley entre honestiores y humiliores. Las clases dominantes se están expandiendo y estructurando. En el siglo IV las prefecturas de la ciudad y la corte se suman al consulado como cargos para entrar en la nobilitas. En la primera parte del siglo IV, los nobiles conocieron una ampliación repentina. Constantino tomó la decisión de suprimir el orden ecuestre, cuyos miembros casi todos ingresaron al orden del Senado. El número de senadores aumentó de 600 a 2000. El Senado creado en Constantinopla también tenía 2000 miembros. El Orden del Senado de Oriente se recluta entre los notables de las ciudades provinciales griegas, que estaba creciendo rápidamente bajo el reinado de Constantino II. El estrato superior del Senado adopta después el nombre de clarissime para distinguirse de la masa de la nobleza. Los clarissimes son, por encima de todo, grandes terratenientes. A menudo muestran una cultura refinada y participan en el renacimiento literario de la época.
Muchos historiadores y arqueólogos creían que, dada la existencia de grandes villas en el campo ricamente decoradas, la nobilitas había hecho en el siglo IV una vuelta a la tierra. Investigaciones recientes muestran que la mayoría de los clarissimes vivían la mayor parte del año en la ciudad y solo ocasionalmente visitaban sus villas rurales. Alrededor del 370, en el vocabulario legal, la nobilitas se confundía con el estatuto senatorial. La importancia de la burocracia era tal que en el siglo IV la carrera administrativa reemplazó al ejército como un medio de promoción social.
La nobilitas romana también se caracteriza por su resistencia a la adopción del cristianismo. Unido al culto de los antepasados, la cultura grecorromana y la filosofía, difunden una gran literatura anticristiana. Sin embargo, a mediados del siglo IV, las grandes familias romanas gradualmente se convirtieron al cristianismo. Según el historiador Peter Brown, esto trajo consigo una «simplificación de la cultura». A finales del siglo VI, los límites entre las culturas aristocrática y popular se difuminaron, y la cultura del cristiano de a pie llegó a ser idéntica a la de la élite de obispos y dirigentes.
Las invasiones bárbaras no impidieron a la aristocracia senatorial conservar su riqueza e influencia procedentes de la propiedad de la tierra hasta el siglo VIII. Ellos monopolizaban los oficios de conde y obispo. En Galia y España, se mezclaron lentamente con la aristocracia germánica entre los siglos VI y VII, dando paso gradualmente a la nobleza medieval.

### La degradación del estatus de los ciudadanos del Imperio

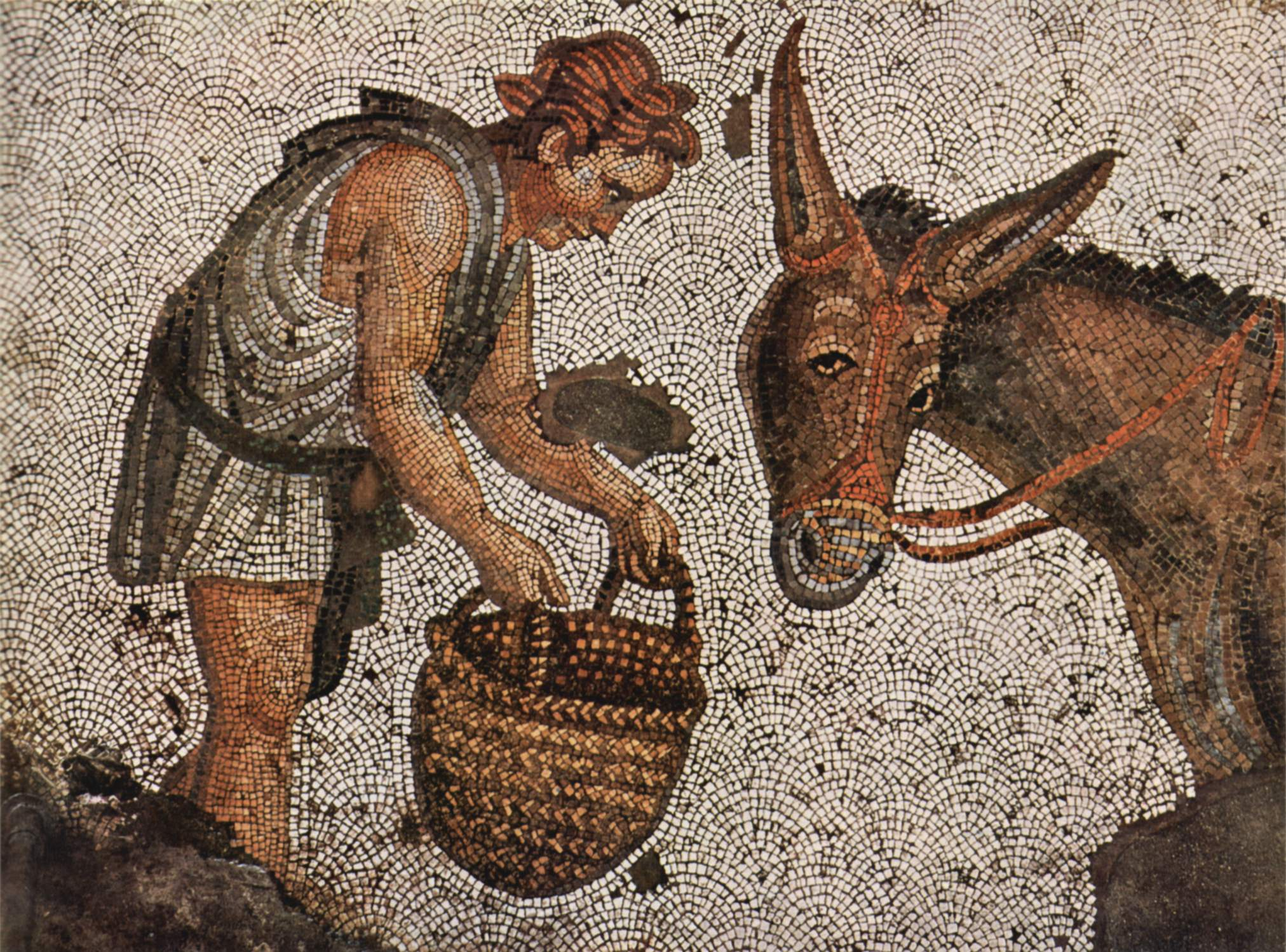
Mosaico bizantino del, Gran Palacio de Constantinopla.

La orden decurional está experimentando cambios significativos. El papel y el estatus de los curiales parece haberse deteriorado. La erosión de los ingresos de la orden ya no permite que los decuriones cumplan con sus obligaciones. Por lo tanto, las ciudades sufren el declive del patrocinio privado y el de sus propios recursos. Los decuriones se vuelven responsables en su propia propiedad de los fuertes impuestos que exige el emperador y que deben cobrar. Esta obligación los hace particularmente impopulares. La creación de un cuerpo de recaudadores de impuestos por Valentiniano I no es suficiente para liberarlos de esta difícil tarea. Como resultado, los ciudadanos huyen de la magistratura municipal. Para reclutar nuevos decuriones, Constantino cambia la ley local. Los residentes de una ciudad que tienen los medios deben convertirse en decuriones. Además, la carga decurional se vuelve hereditaria. Esto no evita que la situación financiera de las ciudades siga deteriorándose. Muchos decuriones buscan escapar de sus cargas heredadas, ya sea por convertirse en monjes o curas, o al ser reclutados en la administración provincial, diocesana o de la prefectura o al retirarse a sus propiedades en las zonas rurales. Las amenazas de confiscación de sus propiedades no cambian mucho la situación.
Las corporaciones están experimentando la misma evolución. Bajo Constantino, el estado intervino directamente para imponer la coacción y la herencia. Los naviculaires tienen la obligación de transportar el bagaje militar bajo pena de grave sanción penal. Una vez que prestan servicios al Estado, tienen derecho a participar en el transporte de bienes por su propia cuenta. La obligación de que un hijo siga la profesión de su padre también se establece para los talleres imperiales. Los convictos y los vagabundos también son reclutados por la fuerza. Este estado de empleo forzado acerca a los trabajadores de estos talleres a la condición de esclavos, mientras que en teoría son ciudadanos.

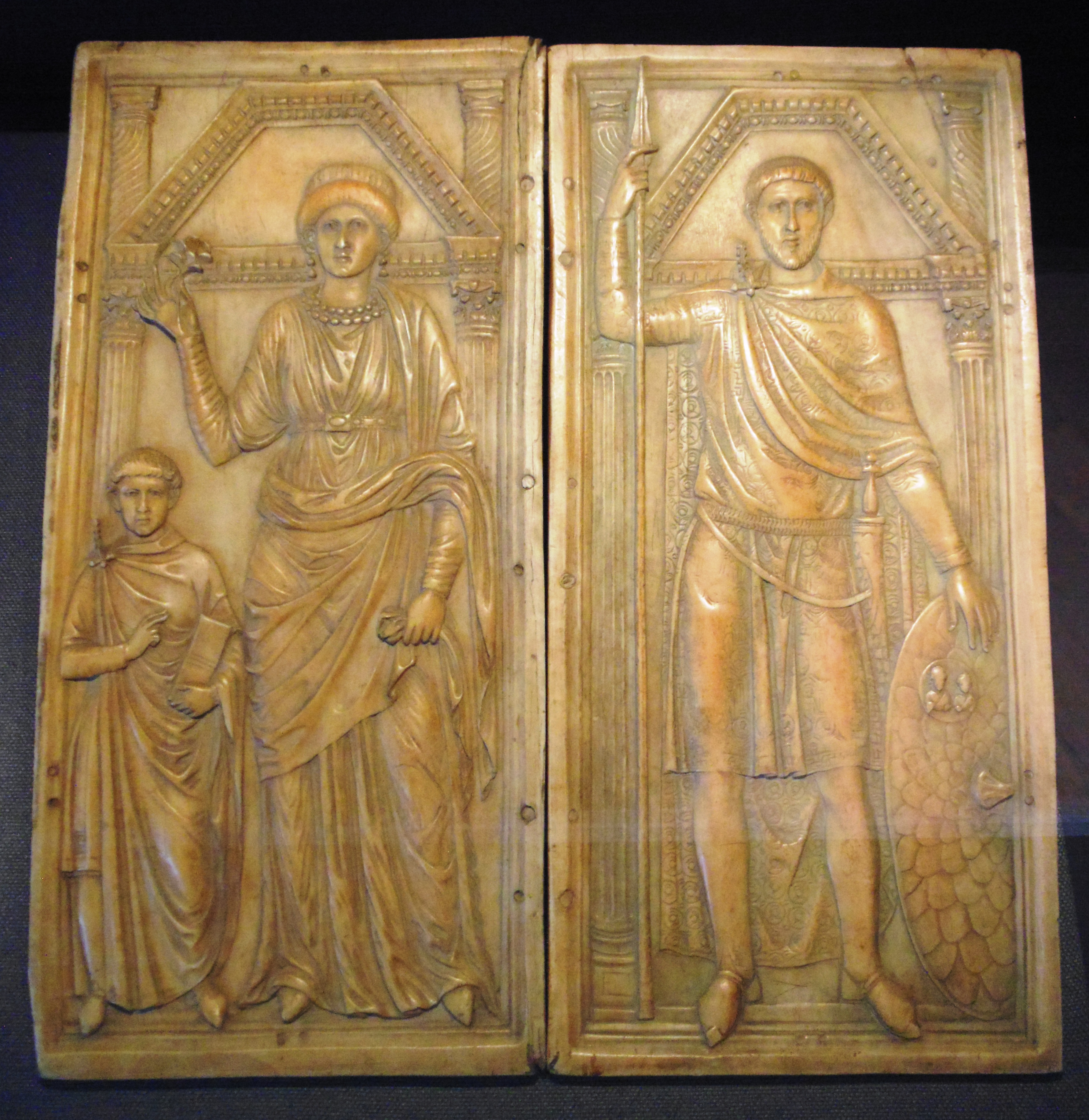
Díptico que representa a Estilicón, con su esposa Séréna y su hijo Euchérius, alrededor del 395

La pequeña propiedad continúa disminuyendo en el siglo IV. De hecho, los pequeños propietarios tienen cada vez más problemas para cumplir con los requisitos impositivos del Imperio. El estatus de colono se está volviendo común en el mundo rural. Aquí también, los colonos ya no tienen derecho a abandonar sus tierras y los hijos se ven obligados a continuar la explotación de su padre. En cuanto a las empresas, esta inmovilidad social está vinculada a la preocupación de tener ingresos fiscales seguros. Poco a poco, el campesino es ligado a su tierra. Bajo Teodosio, cuando el amo vende la tierra, vende el colono con ella. La condición de los agricultores ya está cerca de la servidumbre medieval.
Pero, de nuevo, hay diferencias notables entre las partes oriental y occidental del Imperio. El Oriente más poblado se somete menos al colonato. Un campesinado de pequeños y medianos terratenientes se mantiene en todas partes e incluso parece ser la mayoría en Siria. Después del 500, la sujeción de los colonos orientales a su tierra es menos rigurosa. Su condición es cercana a la del pequeño propietario. Se está desarrollando una nueva categoría, la de los "arrendatarios", los concesionarios de terrenos a cambio de una renta baja y, a veces, incluso sin alquiler. La consecuencia es un aumento en el número de pequeños terratenientes en el este a lo largo del siglo VI.
El cristianismo no hace que la esclavitud desaparezca. En el siglo IV, Constantino busca suavizar la condición servil. La iglesia favorece la liberación y aboga por un tratamiento humano de los esclavos, pero la esclavitud como institución no se pone en duda. Cesáreo de Arlés solo limitó el castigo de un esclavo a 39 golpes por día. A principios del siglo V, cuando Melania la Joven, una romana rica, decidió liberar a todos los esclavos de sus propiedades, varios miles de ellos se niegan a esta generosidad. De hecho, la condición de los campesinos en ese momento estaba tan deteriorada que un esclavo tratado con humanidad no tenía nada que envidiarle. Casi no hay diferencia entre un colono, legalmente libre y un esclavo en el cuarto y quinto siglo.

### Los pobres contra los abusos del estado
Para conseguir los impuestos necesarios para el mantenimiento del ejército y la burocracia, los funcionarios tributarios y la policía secreta son particularmente duros con los más humildes. Estos por lo tanto, reclaman la protección de los poderosos jefes locales. Mientras que bajo el Alto Imperio, el papel del jefe era permitir las relaciones armoniosas entre el estado y los ciudadanos, desde el siglo IV utilizan su influencia y su condición social para retirar a sus clientes de cumplir los requisitos de la ley. Como resultado, se desvió parte de la autoridad del estado en su beneficio. Aquí nuevamente, en su génesis, se pueden ver las relaciones feudales entre los señores y los campesinos. Los emperadores, que ven en la práctica del patronato un ataque a la autoridad del estado y una pérdida de ingresos, intentan oponerse a esta práctica, en vano. Una constitución de 415 coloca a los colonos bajo la responsabilidad fiscal de su señor, una señal de un cambio en el poder.
La revuelta es otra respuesta a las demandas del Imperio. La recaudación de impuestos por los decuriones a veces conduce a levantamientos locales en Siria. La revuelta de los Bagaudes en Galia, la de los Circumellones en África son ejemplos de la impugnación de los requerimientos imperiales.

### Los bárbaros en el mundo romano

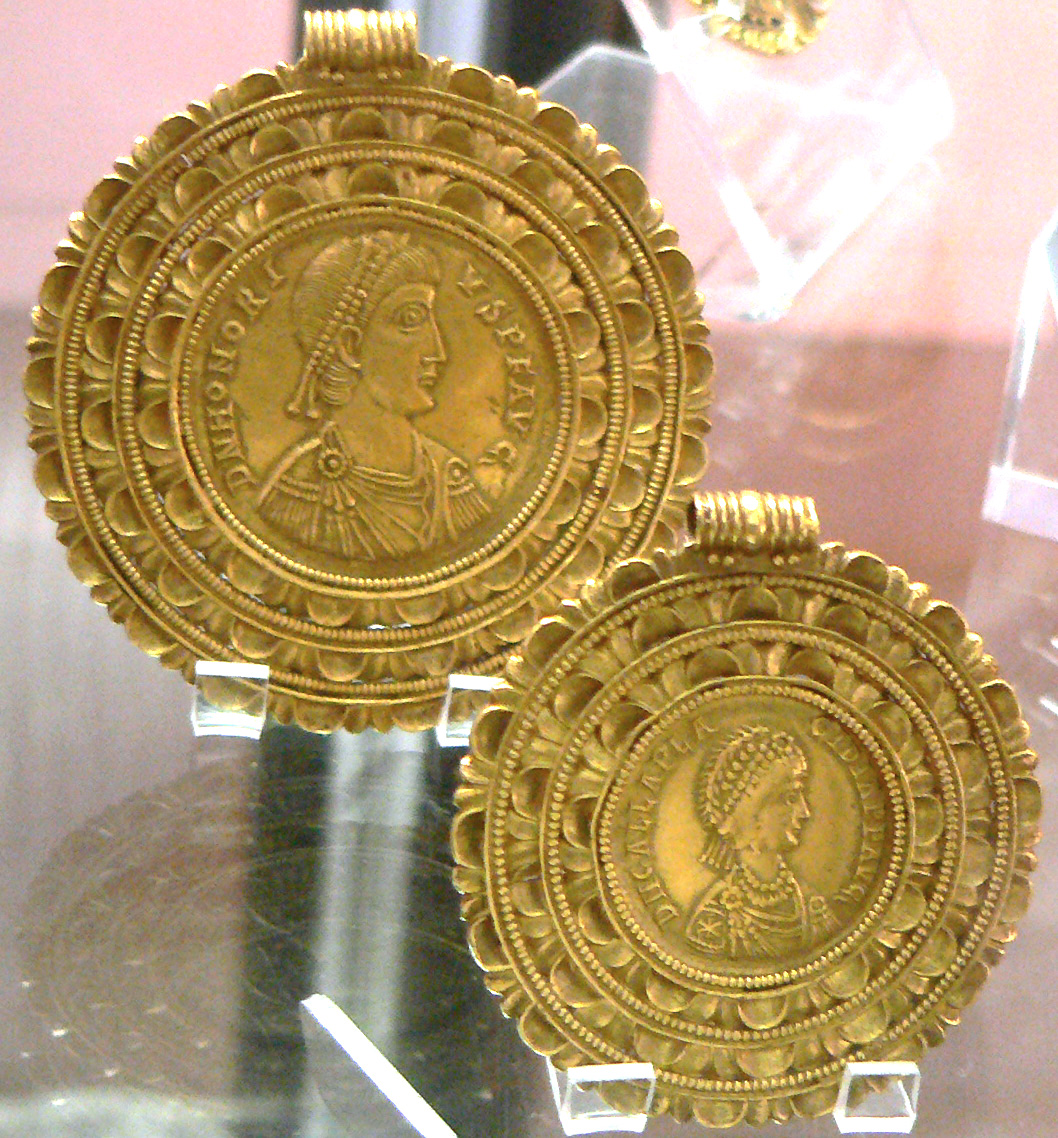
Medallón de Honorio (384-423), y Medallón de Gala Placidia, cincelados en Rávena hacia el 425.

Desde el siglo III d. C., el Imperio Romano se alimenta de contribuciones bárbaras. El papel fundamental de los pueblos federados en el ejército romano ya ha sido mencionado. También poblaron las regiones del norte del Imperio amenazadas por la despoblación. Los decretos de Valentiniano I que prohíben los matrimonios romanos-bárbaros muestran que ya había un mestizaje significativo en ese momento. Los casos de oficiales bárbaros que vivían en el Imperio y romanizados son comunes en el siglo IV.
Estilicón es un excelente ejemplo de asimilación a la sociedad romana. Es vándalo por su padre, probablemente comandante de un escuadrón de caballería bajo Valente, y romano por su madre, natural de la provincia de Panonia. Sube todos los rangos del ejército. Alrededor del 384, se casó con Serena, prima de Honorio, hijo de Teodosio I, y es adoptado por este último a la muerte de su padre, prueba de que es parte del palacio imperial. Después de la victoria de Teodosio en la Batalla del Río Frío en 394, Estilicón tomó el título de magister peditum. A la muerte de Teodosio, se convirtió en el guardián de dos hijos del difunto. Practica una política de coexistencia con los bárbaros y mantendrá unidas las dos partes del Imperio, decisiones en las que parece haber guiado la voluntad del emperador. Un bárbaro puede así acceder a las funciones más altas excepto la de usar el púrpura imperial. Gondebaud y Ricimer también reflejan este deseo de los patricios de origen bárbaro de servir al Imperio Romano sin ambición imperial.
Las invasiones bárbaras del siglo V no hacen que las estructuras romanas de Occidente desaparezcan de inmediato. Los bárbaros representan solo el 5% de la población del oeste. La prohibición de matrimonios mixtos muestra el miedo a perder su identidad. De hecho, aparte de las áreas de los vándalos, los anglosajones y más tarde de los lombardos, la propiedad de la tierra cambia poco de manos. La conversión al catolicismo de los bárbaros permite la fusión con los romanos. Esta fusión fue en gran parte a favor de Roma. Las primeras monarquías bárbaras son muy respetuosas de las instituciones romanas que admiran. En Ravenna y Toledo, las cortes góticas hablan latín. La romanidad así sobrevive al Imperio Romano.

## Las ciudades

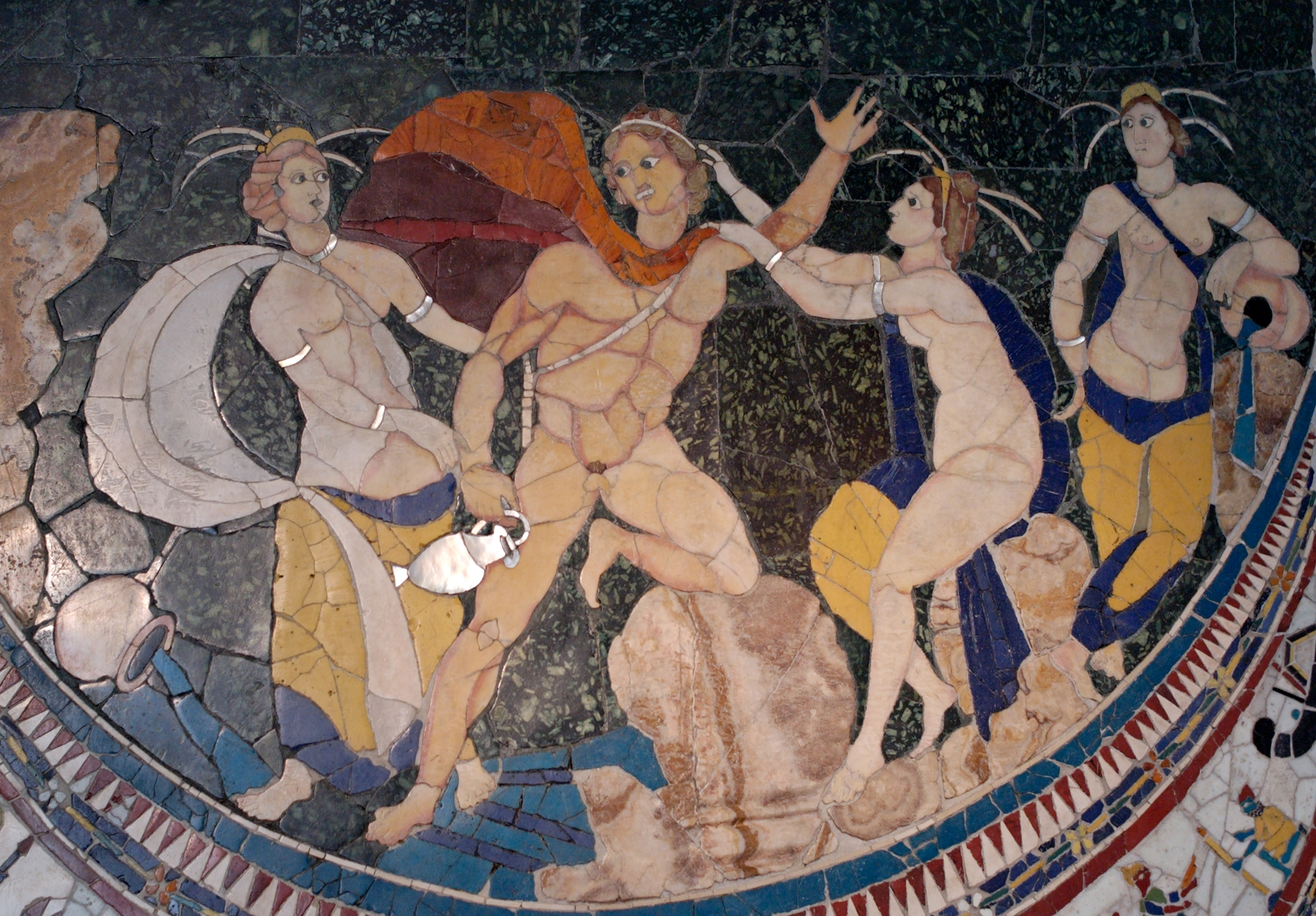
El rapto de Hylas por las ninfas, panel del de la basílica de Junio Baso en el Esquilino

La ciudad sigue siendo el corazón de la romanidad. Los lugares tradicionales de la vida romana, baños, circos y anfiteatros son frecuentados hasta el final del siglo VI e incluso más allá en Constantinopla. Sin embargo, muchos monumentos antiguos se están deteriorando debido a que las finanzas públicas son insuficientes para proveer a su mantenimiento, especialmente en el periodo de la Antigüedad tardía que es rico en terremotos. Quince constituciones imperiales de 321 a 395 se dedican, en todo o en parte, al problema de la restauración de edificios antiguos. Las ciudades del Imperio están experimentando transformaciones. Construyen murallas en el tercer y cuarto siglos para protegerse. La gran novedad de arquitectura es la construcción de edificios cristianos, basílicas, baptisterios y palacios episcopales, en los que parte del material utilizado proviene de viejos edificios abandonados. Las nuevas residencias imperiales: Tréveris, Milán, Sirmium, Nicomedia se benefician de la presencia de tropas y emperadores.
Cinco grandes ciudades dominan por el número de sus habitantes la antigüedad tardía. Estas son Roma, Constantinopla, Alejandría, Antioquía y Cartago. Estas últimas tres tienen una población estimada entre 100.000 y 150.000 habitantes. En Roma, el recinto construido por Aureliano es modificado por Majencio y Honorio para mejorar la eficiencia. Acueductos, puentes y caminos se mantienen. El Anfiteatro Flavio, víctima de un rayo en el 320 y tres terremotos, se repara regularmente. Los emperadores occidentales, sin embargo, no tienen recursos para mantener todos los monumentos de la antigua capital imperial. Las numerosas obras son insuficientes para evitar que los viejos monumentos se deterioren. Mayoriano (457-461) prohíbe a los funcionarios de la ciudad autorizar la toma de piedras de edificios públicos, lo que demuestra que la práctica tiende a desarrollarse. Pero nada funciona. Después del final del Imperio Romano de Occidente, los monumentos antiguos sirven como canteras para los habitantes. El creciente papel del cristianismo lleva a construcción de basílicas como la de Letrán, San Pedro o San Pablo Extramuros, de catacumbas, de baptisterios y palacios episcopales que se enriquecen con la colocación de mármoles, mosaicos y esmaltes.

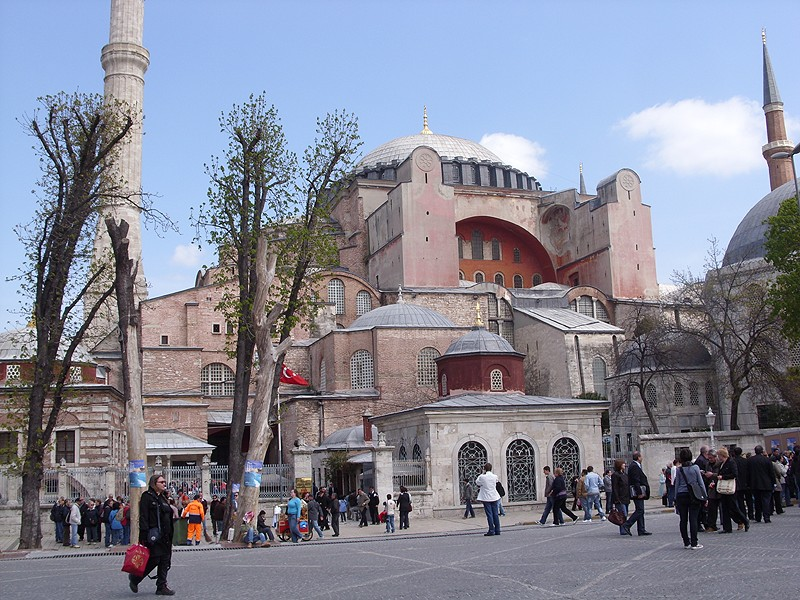
Ubicación de Hagia Sophia en el centro de Constantinopla

Hasta 410, Roma tiene alrededor de 800.000 habitantes. La población es de alrededor de 300.000 a 400.000 a lo largo del siglo quinto. Este alto nivel de población puede mantenerse gracias al buen funcionamiento de la annona. El 40% de los alimentos de Roma proviene del estado. La pérdida de África en 439 llevó al final del pago de annona a Roma. La población luego disminuye lentamente. En el siglo VI, la guerra gótica entre Justiniano y los ostrogodos la redujo a 80.000 habitantes.
Constantinopla, inaugurada por Constantino en el año 330 se construyó en un terreno natural de defensa que la hace prácticamente impenetrable mientras Roma está constantemente bajo la amenaza de los germanos. También está cerca de la frontera del Danubio y la del Éufrates, donde las operaciones militares para contener a los godos y los persas son las más importantes. Finalmente, está ubicada en el corazón de las tierras tradicionalmente griegas. Constantino la construyó sobre el modelo de Roma con siete colinas, catorce áreas urbanas, un Capitolio, un Foro, un Senado. En los primeros días, permite el establecimiento de templos paganos, pero muy rápidamente la ciudad se vuelve casi exclusivamente cristiana e incluye solo edificios religiosos cristianos. En unas pocas décadas, la ciudad se convirtió en una de las más grandes ciudades del Este romana a través de su papel político y sus actividades económicas y exenciones fiscales para sus habitantes.
Desde Constantino, la ciudad tiene 100.000 habitantes. Alcanzó los 200.000 habitantes a fines del siglo IV. Constantinopla, ubicada fuera de las zonas de conflicto, ve aumentar su población. El número de sus habitantes se discute: 800.000 durante el siglo V por Bertrand Lançon, entre 400.000 y 500.000 en Ducellier A., B. Kaplan y Martin. El embellecimiento de la ciudad es el principal lugar de construcción de los emperadores desde Constantino. Este construyó el Palacio Imperial, el hipódromo, el nuevo nombre dado al circo romano, la Iglesia de Santa Sofía (Hagia Sophia). La ciudad luego se expande hacia el oeste. El recinto que encierra 700 hectáreas en origen ya no es suficiente, Teodosio II la rodea de nuevas murallas entre los años 412 y 414, lo que cubre el área de la ciudad de 1450 hectáreas. El Concilio de Calcedonia en el año 451, en su vigésimo octavo canon, nombra a la ciudad de Constantinopla como la "Nueva Roma", por lo que su obispo, el patriarca de Constantinopla, pasa a ser el segundo personaje de la Iglesia. Esto además contribuye a darle a la ciudad su carácter independiente como capital del Imperio de Oriente.

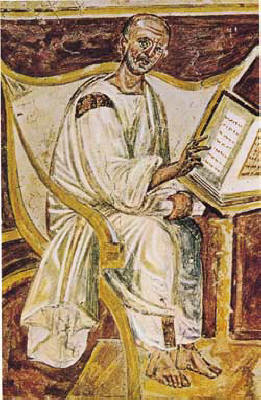
El retrato más antiguo de San Augustín en un fresco del, Palacio de Letrán, Roma.

## La educación

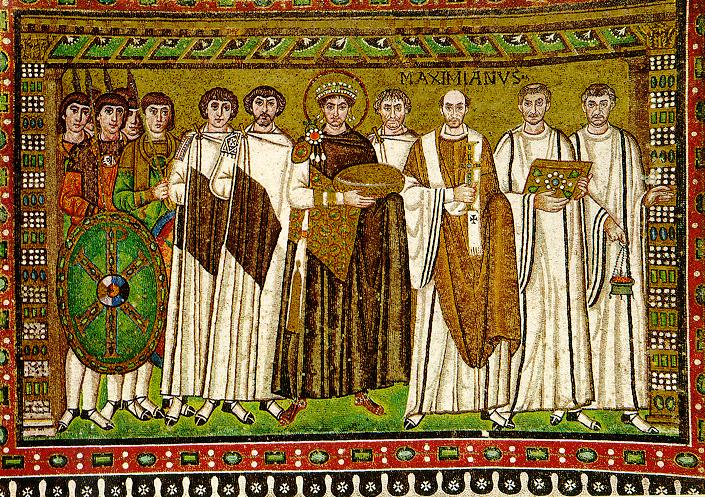
Justiniano en un mosaico de San-Vitale en Rávena

En el siglo IV, aparecen muchas escuelas, y esto en todas las regiones. La enseñanza se basa en el conocimiento antiguo. El desarrollo del cristianismo no cuestiona los fundamentos de la educación. Los estudiantes continúan aprendiendo a leer y escribir con la mitología greco-romana. Los textos de Homero siempre son memorizados por generaciones de estudiantes. Durante su breve reinado, Juliano prohibió a los maestros cristianos que enseñaran, en 362. Se basaba en el principio de que no podemos honestamente explicar textos mitológicos en que no creemos. Sin embargo, los cristianos creen que la enseñanza tradicional es esencial para la formación del espíritu de una religión basada en la palabra escrita. Siguen siéndolo incluso si transmite conocimiento considerado pagano. El aprendizaje de San Agustín es representativo del erudito romano. Deja su ciudad natal de Tagaste, por Madaurea para seguir las enseñanzas de un gramático, luego se dirige a Cartago en 370 para recibir la enseñanza de un retórico. Las universidades de Cartago, Burdeos, Milán y Antioquía disfrutan de una buena reputación. Las más famosas son las de Roma y Constantinopla para la filosofía y el derecho, Alejandría para las matemáticas y la medicina, Atenas para la filosofía. Las ciudades participan en una feroz competencia para atraer a los maestros más famosos.

## El mundo de las letras

### El final del bilingüismo grecolatino

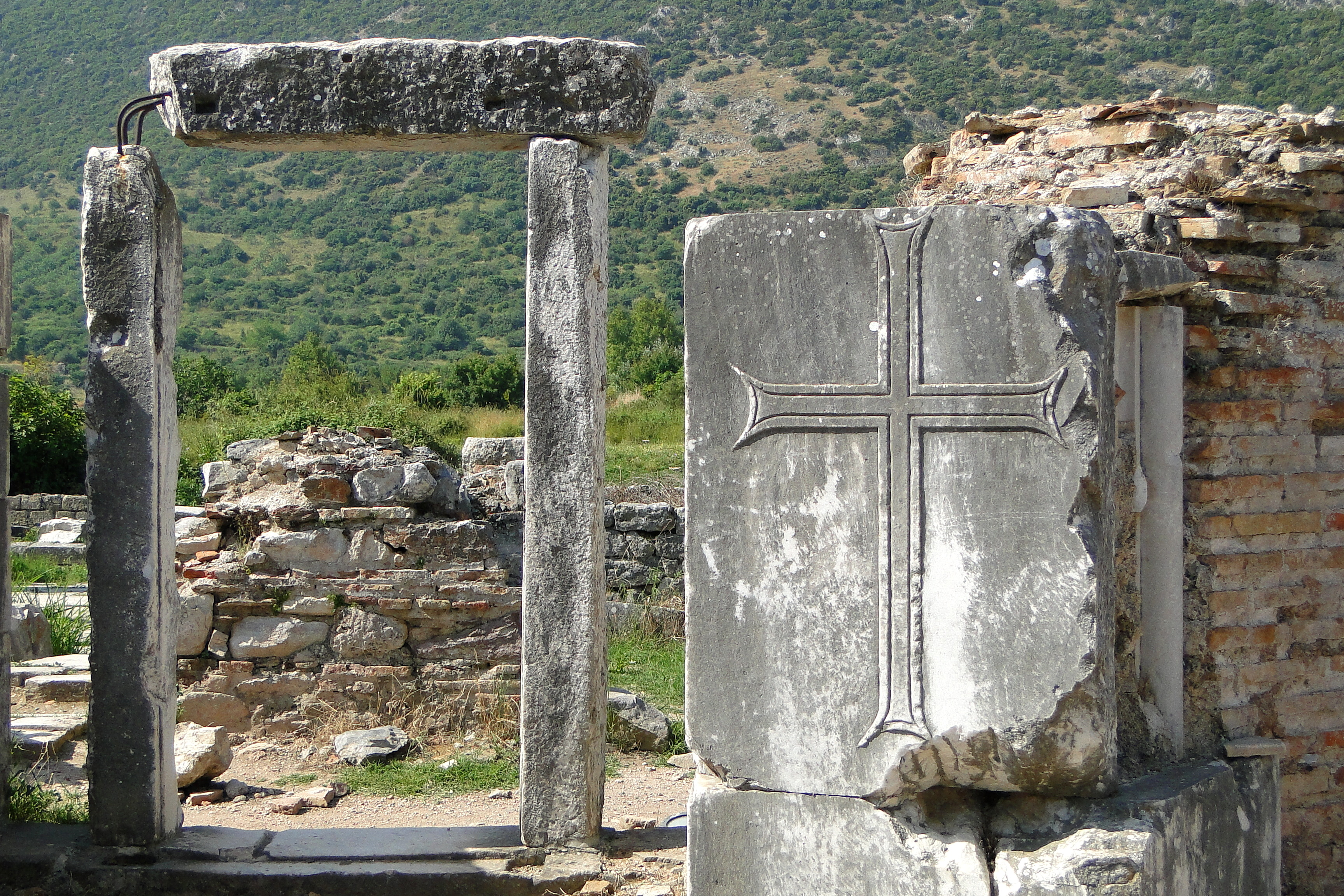
La iglesia de María en Éfeso

Durante la antigüedad tardía, el bilingüismo grecolatino del Alto Imperio fue decreciendo, dando lugar al latín vulgar, hasta la conformación de las que se denominarán lenguas romances. Sin embargo, durante el siglo IV, el latín logró un avance espectacular en Oriente debido al creciente papel de la ley y las técnicas administrativas. El griego es hablado por las clases educadas de Occidente. Pero desde finales del siglo IV, el conocimiento del griego retrocede considerablemente en Occidente. A comienzos del siglo V, Agustín, considerado el intelectual más grande de occidente de su tiempo, no lo usó. Para ayudar a entender los textos griegos y su traducción, se copian muchos glosarios greco-latinos. En este contexto, Jerónimo, capaz, a fines del siglo IV, de traducir al latín los libros de la Biblia escritos en griego, parece una excepción.

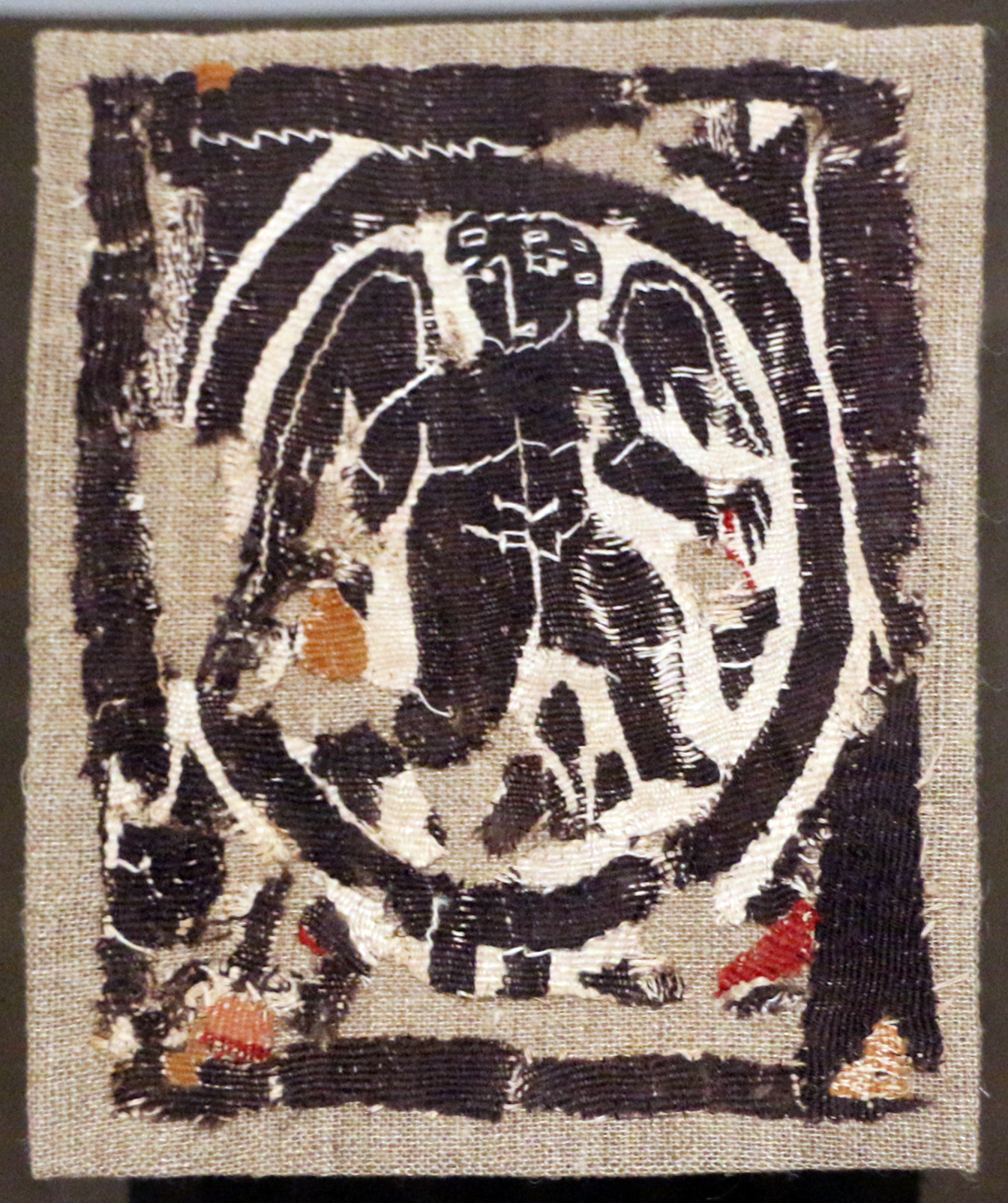
Tejido copto, Siglo -

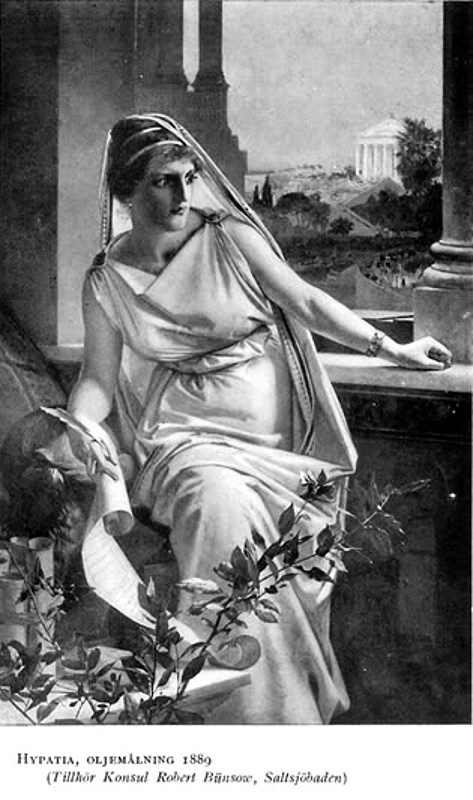
Julius Kronberg - Hipatia. 1889

Los debates cristológicos que se remontan a la Antigüedad tardía se vuelven aún más complejos al final del bilingüismo. Los clérigos de Nicea deben encontrar la traducción correcta para los latinos de ὁμοούσιος / homousios, un neologismo que significa literalmente en una palabra, misma naturaleza: homo, ousios. Los traductores encuentran el equivalente latino, consubstantialis. Los problemas de lenguaje solo acentúan las disputas religiosas. De este modo, durante el Concilio de Éfeso en el año 431, un malentendido sobre la base de la diferencia entre los términos "persona" y "naturaleza" en latín y griego lleva a una violenta confrontación.
En Oriente, el latín se mantiene como lenguaje administrativo hasta el período de Justiniano. El Código de Justiniano de 534 está escrito en este idioma, un símbolo de la romanidad. Pero desde 535 y la publicación de las primeras novelas, las nuevas leyes promulgadas por Justiniano, el lenguaje utilizado se convierte en griego. Las leyes no son en latín más que en las zonas latinas, Dacia, Mesia, Scythia y para los cuadros administrativos y soldados de África. Más tarde, a comienzos del siglo VII, Heraclio convirtió el griego en el idioma oficial del imperio. Por lo tanto, compartir el Imperio induce una división lingüística. A partir de ese momento, las traducciones se multiplican. Son obra de grandes eruditos bilingües: Jerónimo, hebreo y helenista, tradujo la Biblia al latín a fines del siglo IV; las escrituras de los doctores griegos Hipócrates, Dioscórides, Galeno, Oribasio se compilan y se traducen en los siglos quinto y sexto. La antigüedad tardía ve florecer copias y traducciones para satisfacer las demandas de bibliotecas públicas, obispados y monasterios.

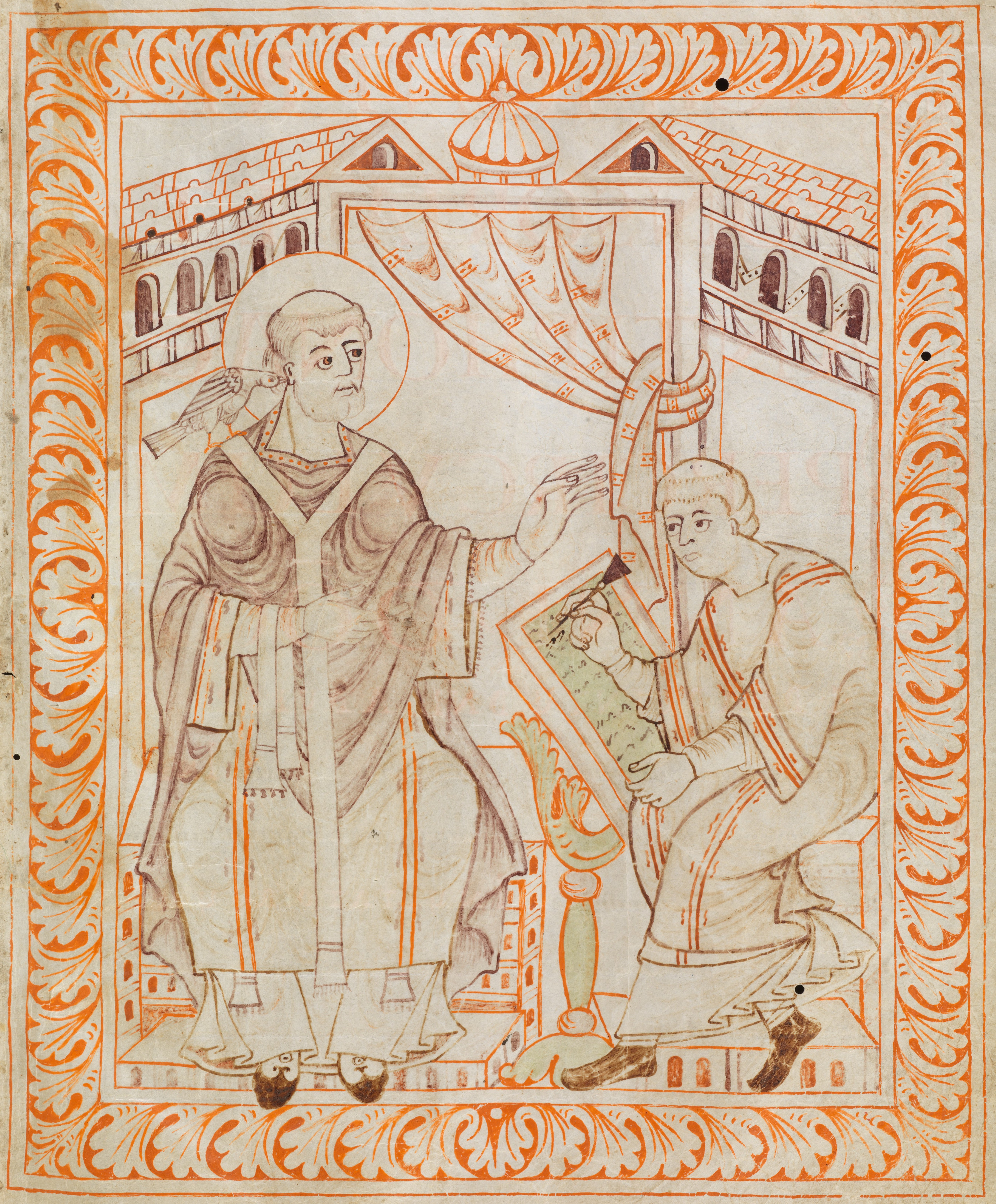
Gregorio Magno dictando un canto - Antifonario Hartker de San Gallen

Dentro de esta división lingüística, una diversidad de lenguas vernáculas es más importante de lo que parece. En el este, el griego afecta principalmente a las ciudades costeras a través de la administración, el comercio y la religión cristiana. En otros lugares, el griego, el idioma de los detentores de la ortodoxia calcedoniana se ignora por el campesinado nestoriano o monofisita. En Galia, por ejemplo, el último escritor bilingüe es el sacerdote de Marsella Genadio, que desaparece en los últimos años del siglo V. Desde la segunda mitad del siglo IV, los actos oficiales deben traducirse al copto en Egipto. Una literatura copta se desarrolla: cuentos hagiográficos de los santos más venerados del país, los textos monásticos como la normativa comunitaria ... Los textos de los Padres de la Iglesia, escritos en griego en origen se tradujeron también al copte. Siria da a luz a una literatura brillante que demuestra que la helenización de Siria es todavía superficial en ocho siglos de ocupación griega o grecorromana.

### Cultura antigua y cultura cristiana
La filosofía griega sigue siendo muy importante en la Antigüedad tardía. Aristóteles y Platón todavía ejercen una gran influencia entre las elites intelectuales. Plotino (205-270) y Porfirio son los representantes más ilustres del neoplatonismo. Para Plotino, el universo se explica por "la cadena del Ser". En la cumbre, está el Uno, el Bien, del cual emanan diferentes grados de seres inferiores, hasta la materia. El hombre puede entrar en unión con el Uno en momentos de éxtasis. El alfabetizado puede recibir las enseñanzas de la Academia de Atenas hasta 529, fecha de su cierre por Justiniano.
Gregorio Nacianceno se codea con el futuro emperador Juliano. Alejandría sigue siendo una gran metrópolis cultural. Grandes intelectuales como Amonio o Hipatia, una mujer que dirige la escuela neoplatónica de Alejandría, aseguran la influencia de la ciudad egipcia. A comienzos del siglo VI, Boecio, educador cristiano y helenista, fue nombrado cónsul por el ostrogodo Teodorico en 510 y 522. Trató de crear un centro de cultura intelectual en la corte del rey bárbaro. La Edad Media, hasta el siglo XIII, conoce a Aristóteles solo por sus traducciones al latín. El cristianismo está influenciado por los movimientos culturales y religiosos de su época, como la gnosis o el maniqueísmo. Agustín interpreta el cristianismo a la luz del neoplatonismo. No ve contradicción entre el cristianismo y la filosofía de Platón. Reconcilia el concepto platónico de "ideas eternas" con el cristianismo al considerar esto como una parte integral del Dios eterno.

### Libros y literatura

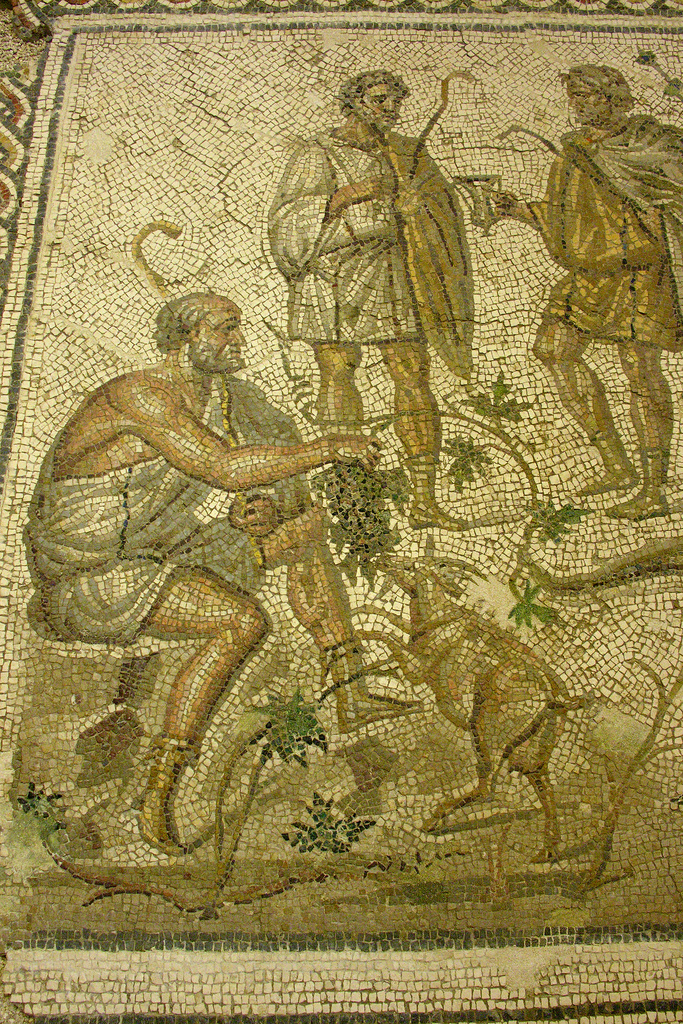
Écija. Mosaico romano..

El códice, aparecido en el siglo I en el Imperio Romano, se generaliza y reemplaza al volumen de rodillo que es difícil de manejar. El libro se ha convertido en un objeto manejable, fácil de transportar, almacenar y leer por una sola persona. Pero sigue siendo un objeto costoso, incluso si el número de volúmenes en circulación aumenta considerablemente. Aumenta el uso del pergamino, más fuerte pero más costoso a expensas del papiro. El paso del volumen al códice, a veces de tamaño muy pequeño, da como resultado la pérdida de algunos de los textos antiguos que ya no se consultan. El lugar de la palabra escrita en la sociedad es cada vez más importante. En el campo del derecho, los grandes códigos como el de Teodosio y Justiniano, compilaciones de los juristas de los siglos cuarto y quinto, fortalecen aún más la legitimidad de las leyes. El cristianismo se afirma a sí mismo como una Religión de libro, contrario a las religiones tradicionales. Se convertirá en la religión del "libro en rústica". La lectura silenciosa evoca una forma de internalización del pensamiento y, como resultado, crea una nueva espiritualidad.
La literatura de la época es esencialmente cristiana, al menos entre los textos que conocemos. La correspondencia de algunos grandes espíritus del tiempo, muy bien conservada, permite tener un buen conocimiento de las mentalidades de la Antigüedad tardía. En griego, Libanio dejó sus 1544 cartas y Juan Crisóstomo, 236. En latín, sigue habiendo 900 cartas de Símaco, 225 de Agustín, 146 de Sidonio, 850 del papa Gregorio Magno. La retórica griega es utilizada por los padres de la Iglesia, ya sea para escribir sermones, explicar textos sagrados o tratar de convencer a los no cristianos. La hagiografía se está multiplicando. Al contar la vida de los santos a la manera de Suetonio o Plutarco, se centran en las virtudes cristianas de los santos para dar ejemplos al lector. En los siglos VI y VII, el género hagiográfico multiplica las historias de milagros, que prevalecen sobre el ejemplo moral.
Por lo tanto, no es sorprendente que la obra más importante de la Antigüedad tardía sea una obra religiosa. Esta obra es La ciudad de Dios de Agustín de Hipona, terminada en el 423. El autor replica de manera magistral a los críticos del cristianismo que hacían a la religión responsable del saco de Roma de 410. En su teoría de las dos ciudades, desarrolla la idea de que Roma es una ciudad terrestre y, por lo tanto, mortal. La ciudad de los cristianos es el reino de Dios que les espera después de la muerte. No deben unir su fe cristiana a la existencia de Roma, incluso si deben servir lealmente al Imperio. La ciudad de Dios desempeñará un papel esencial en Occidente desde la Edad Media hasta el siglo XVII.

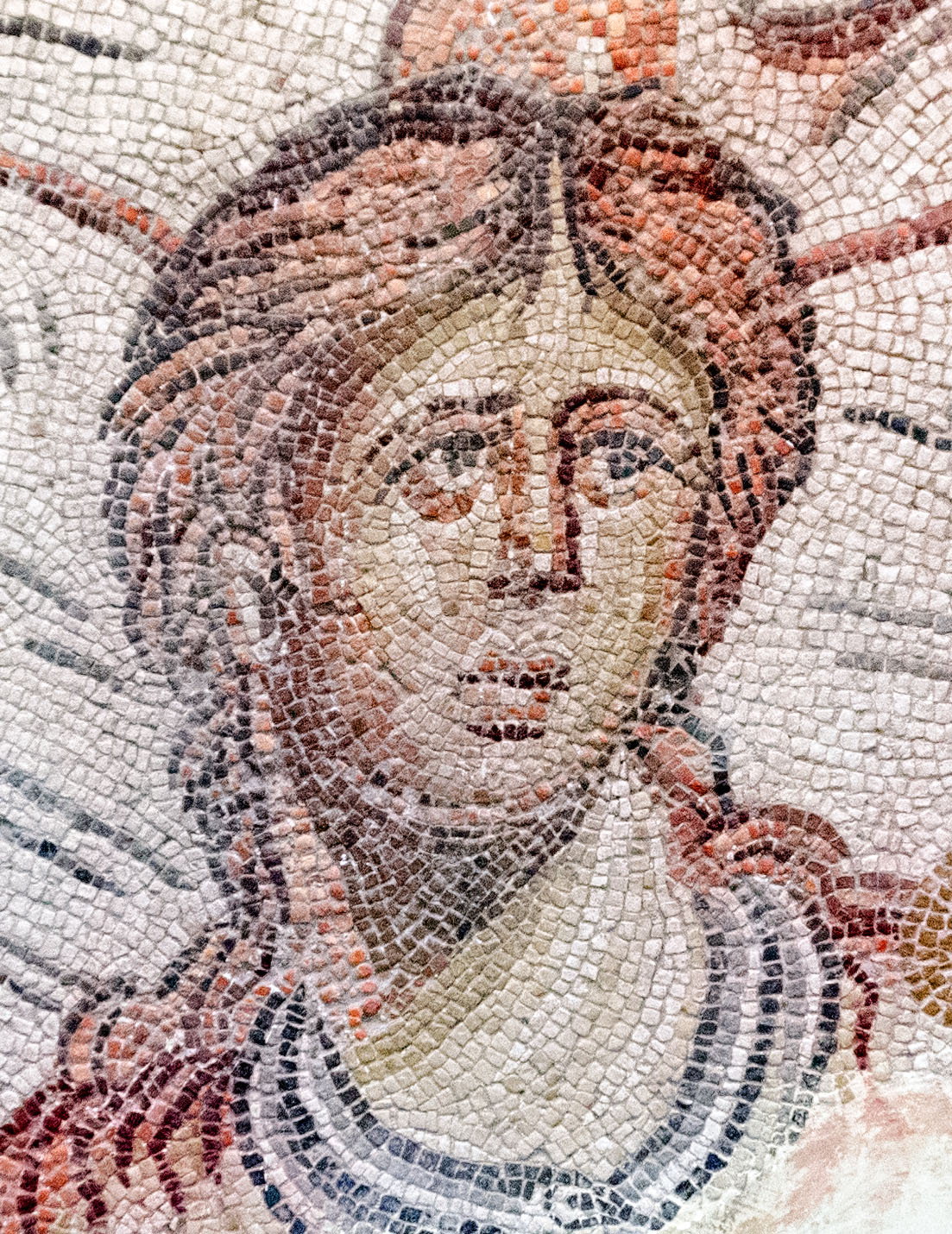
Detalle de un mosaico romano del s. IV encontrado en 1959 en Jaén capital. La figura representa a la diosa Tetis. Está expuesto en el Museo Arqueológico de Jaén.

## La religión en la antigüedad tardía

### La cristianización del Imperio Romano

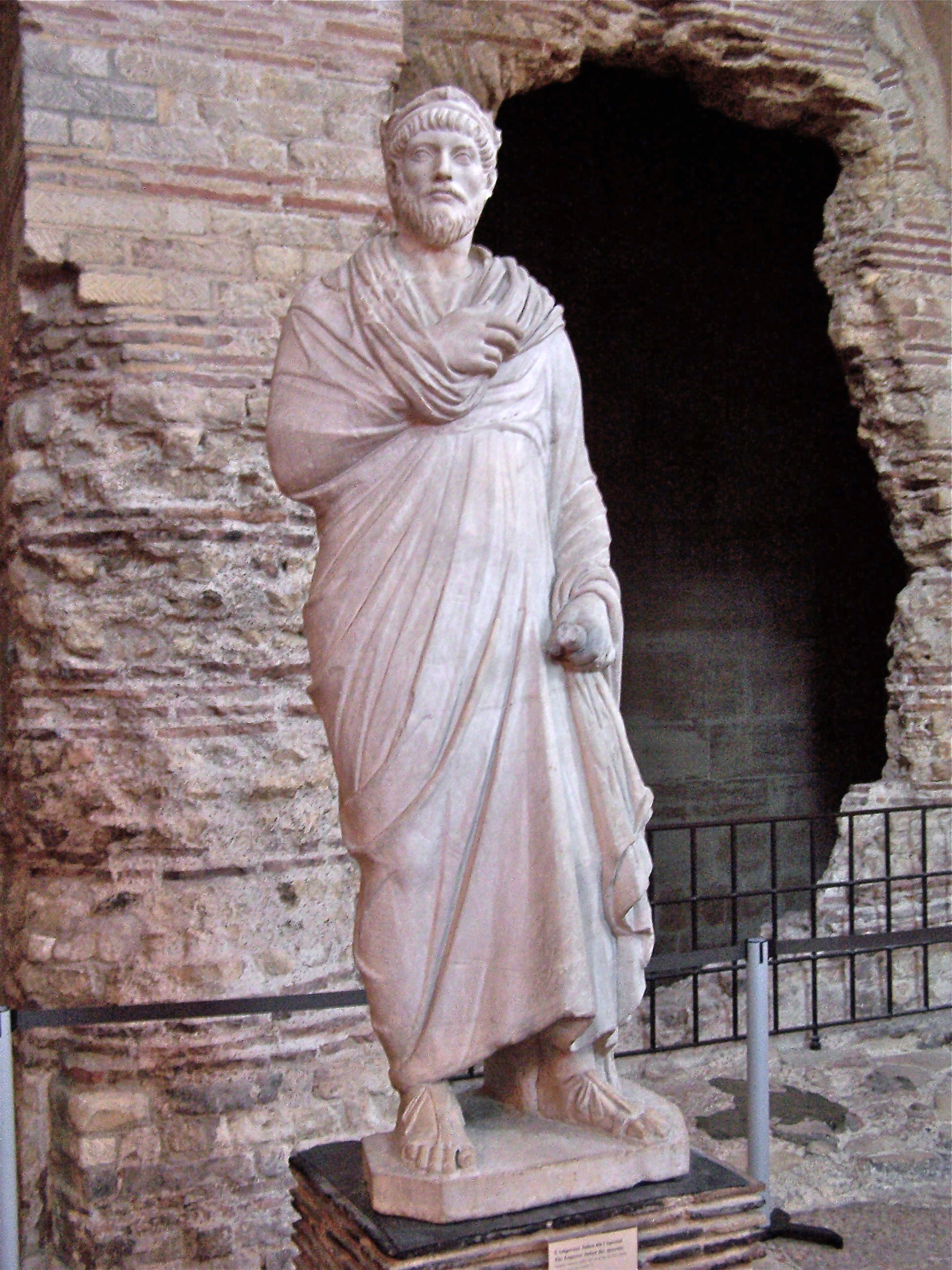
Sacerdote de Sérapis, considerado un retrato de Juliano el Apóstata. Musée de Cluny

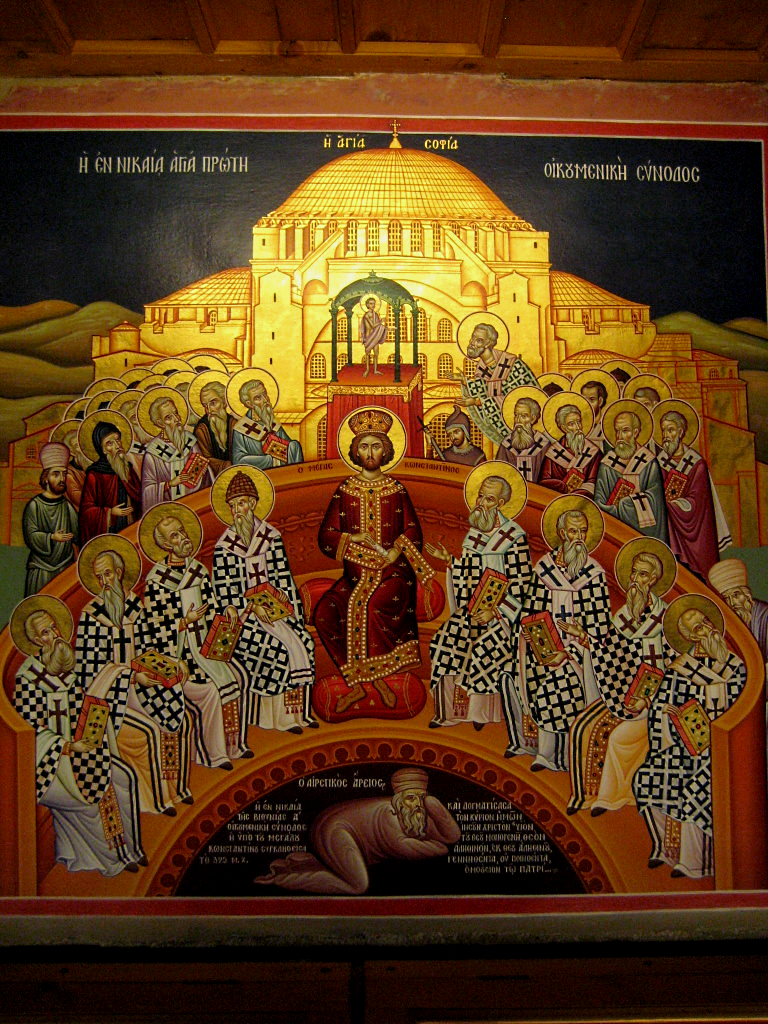
El Concilio de Nicea

La progresión del cristianismo en el Imperio está sujeta a debate. De hecho, las fuentes disponibles para los historiadores dificultan la cuantificación del desarrollo del cristianismo. Durante mucho tiempo prevaleció la idea de que a principios del siglo IV, las provincias de Oriente están familiarizadas predominantemente con el cristianismo. En Occidente, las provincias mediterráneas se ven más afectadas por la nueva religión que las demás. Pero en esta parte del Imperio Romano, el campo sigue siendo profundamente politeísta. En este contexto, la conversión de Constantino en 312 habría sido una coronación, no un punto de inflexión en la historia del Imperio. Hoy día se cuestiona el alcance de la cristianización del Imperio. Robin Lane Fox piensa que el paganismo todavía está muy bien establecido a comienzos del siglo IV y que el cristianismo es todavía un fenómeno muy minoritario. Según él, los cristianos representan en 312, solo del 4 al 5% de la población total del Imperio. El debate es tanto más delicado porque, detrás de las cifras, hay una fuerte apuesta ideológica.
Algunos puntos parecen establecidos. La desigualdad de cristianización según las regiones y el retraso de la Galia en particular son admitidos por todos. En menor grado, la situación es la misma en España e Italia, pero con fuertes diferencias regionales. Se piensa que en Roma, la ciudad más cristianizada de Italia, tal vez un poco menos del 10% de los habitantes son cristianos en 312. El estudio de los papiros egipcios permite dar la cifra del 20% de cristianos en 312 en Egipto. En Asia Menor, una proporción de 1/3 de los cristianos es posible, del 10 al 20% en África. En 312, los cristianos son solo una minoría en el Imperio.
La cuestión del desarrollo del cristianismo se ha planteado durante mucho tiempo en términos de confrontación con la cultura antigua. El Bajo Imperio es, en esta perspectiva, visto como un período de triunfo de la nueva fe contra las religiones tradicionales o los cultos de misterios. Hoy, el examen de las fuentes empuja a modificar este punto de vista. El cristianismo se alimentó de la cultura antigua y la utilizó para desarrollarse: no destruyó la cultura antigua. G. Stroumsa explica la transición del paganismo al cristianismo en el Imperio Romano mediante un proceso de internalización de la adoración. Una porción significativa de los habitantes del Imperio ya no se reconocen en las religiones rituales y buscan una creencia que sea más personal. El auge de las religiones del libro a través de la generalización del códex sirve como acelerador de una nueva preocupación propia presente en el ascetismo y la lectura, en la transición de la religión cívica a las religiones comunitarias y privadas, aunque esta tesis no es unánime entre los historiadores.
El cristianismo, convirtiéndose en la religión del Imperio Romano en el siglo IV, sirve para justificar un orden político autoritario que se ejerce en nombre de Dios. También permite, a los ojos de los emperadores, garantizar la cohesión del Imperio. Se convierte en un elemento esencial de la civilización de la Antigüedad tardía. La consecuencia es la exclusión de todas las demás convicciones religiosas. Los no cristianos ahora están disociados del ideal romano. Para la Iglesia, el romanismo y el cristianismo son tan inseparables que los obispos consideran normal defender al Imperio contra los bárbaros.

### Los emperadores cristianos

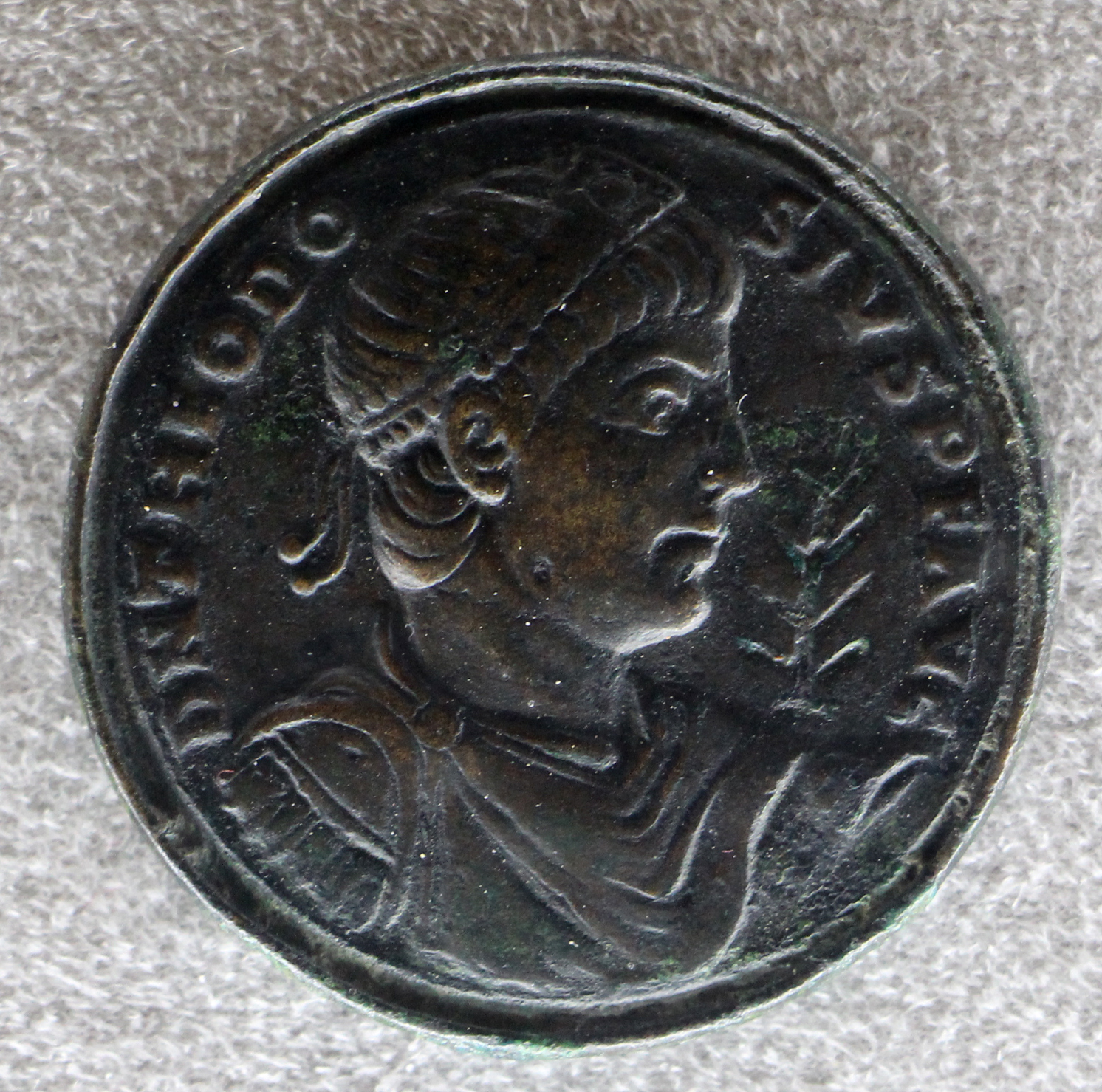
Medallón de Teodosio I

Constantino, originalmente seguidor del Sol Invictus (Sol Invicto), podría haberse convertido al cristianismo durante su campaña contra Majencio en 312. Sin embargo, algunos historiadores creen que Constantino entre 312 y 320 trató de reconciliar el cristianismo con la creencia en una deidad de la que emanan todos los dioses, identificada a partir de mediados del siglo III al sol. De hecho, en el período 312-325, las monedas representan el Sol, compañero del emperador, o confunden su imagen con la suya. Pocas monedas muestran símbolos cristianos (monograma, labarum) al final de este tiempo. Uno puede preguntarse por qué Constantino se convirtió a una religión todavía minoría en el Imperio: si por razones personales, o por razones ideológicas. En 313, el edicto de Milán proclama la libertad de culto y planea devolver a los cristianos las propiedades que les fueron confiscadas durante la gran persecución de Diocleciano.
Esta conversión plantea el problema de las relaciones entre la Iglesia y el poder. Preguntado por los obispos africanos sobre la disputa donatista, Constantino organiza en 313 (o 314) el primer concilio de los obispos para decidir entre ellos. Convoca y preside el Concilio de Nicea en 325 que reconoce a Cristo como Dios y hombre por unanimidad, incluso Arrio acepta esta doctrina, pero continúa su predicación y es excomulgado. Constantino lo exilia, y luego lo recupera unos años después. Los arrianos adoptan posiciones muy favorables al poder imperial, reconociendo el derecho a decidir en cuestiones religiosas de autoridad. Constantino termina acercándose a esta forma de cristianismo y es bautizado en su lecho de muerte por un obispo arriano, Eusebio de Nicomedia. Hoy esta conversión al arrianismo es disputada por la Iglesia Católica y por algunos historiadores. Su hijo, Constancio II, es un arriano convencido de que no duda en perseguir a los cristianos ortodoxos. A pesar de sus intervenciones en muchos concilios, no consigue introducir un credo que satisfaga tanto a los arrianos como a los ortodoxos. Con la excepción de Valente, sus sucesores, preocupados por la paz civil, observan una estricta neutralidad religiosa entre los arrianos y los ortodoxos. La derrota de Adrianópolis en 378 contra los godos, que son arrianos, permite a los ortodoxos pasar a la ofensiva. Ambrosio de Milán, para defender el Credo de Nicea contra los arrianos, califica el arrianismo como "herejía" y "doble traición" a la Iglesia y al Imperio.

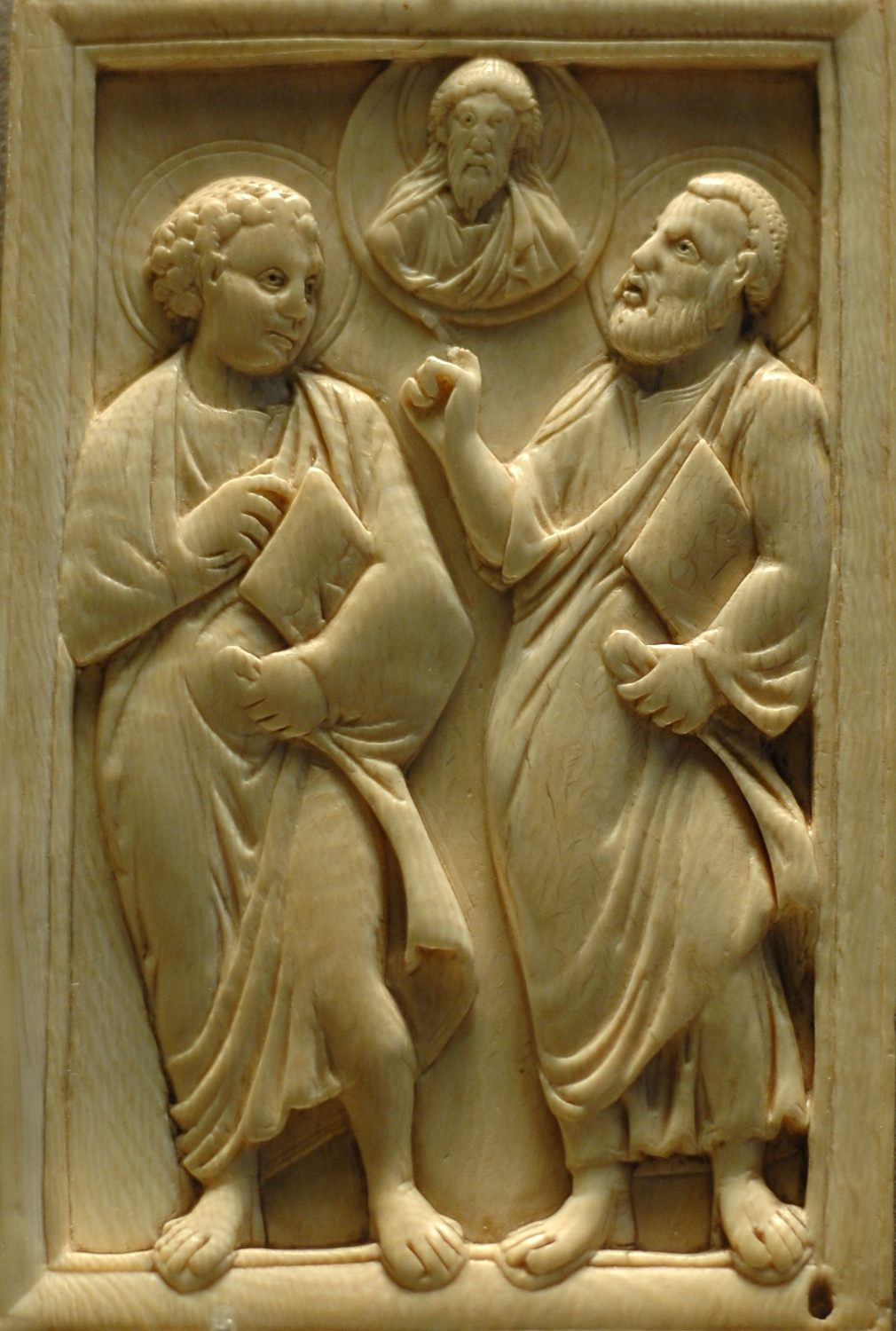
Hoja de un díptico que representa a Cristo rodeado de dos apóstoles. Marfil. Galia,, Museo del Louvre

Graciano volvió hacia una condena del arrianismo bajo la influencia combinada de su colega Teodosio I y de Ambrosio. El emperador Teodosio, en 380, en el Edicto de Tesalónica, hizo del cristianismo la religión del estado. Al igual que su colega, promulga leyes anti-herejes. Convoca en 381 el Concilio de Aquilea, dirigido por Ambroise. Dos obispos arrianos son excomulgados. En ese momento, la Iglesia Trinitaria se hizo lo suficientemente fuerte como para resistir a la corte imperial. Después de la muerte de Graciano, la parte arriana recupera su influencia en la corte. A su instigación se promulga una ley, el 23 de enero de 386, que prevé la pena de muerte para cualquiera que se oponga a la libertad de conciencia y de culto. Ambrosio, con el apoyo del pueblo y las esferas superiores de Milán, se niega a conceder una basílica extramural a los arrianos. La corte imperial está obligada a ceder. Con hombres como Ambrosio, la Iglesia puede conseguir la emancipación de la tutela imperial, sobre todo en Occidente, e incluso afirmar la primacía del poder espiritual sobre lo temporal, recordando los deberes cristianos del emperador.
Los politeístas y los "herejes" se convierten en ciudadanos de segunda clase, agobiados por discapacidades legales y administrativas (en una ley Teodosio declara: "Les estamos privando de la misma facultad de vivir de acuerdo con la ley romana."); mientras los paganos monoteístas, al ser la nueva fuerza pujante dentro de las creencias nativas y tener una visión del mundo y lo divino más cercana la ortodoxia nicena, son aceptados sin problemas. El judaísmo sorprendentemente se sigue pudiendo prácticar libremente, pero la judeofobia esporádica greco-romana se convierte en el antijudaísmo cristiano, que acusa a los judíos del "deicidio" y haber rechazado el mensaje del Evangelio. Esto no impide querer imponer a Kallinikon, obispo de Mesopotamia, reconstruir a su costa, la sinagoga que sus seguidores han destruido, a pesar de la indignación de Ambrosio de Milán.

### La organización de la Iglesia
La Iglesia está organizada según el modelo administrativo del Imperio. La diócesis donde oficia el obispo corresponde a la ciudad, excepto en África y Egipto. Este es designado por los miembros de la comunidad y los obispos vecinos. La aristocracia cristianizada a menudo ocupaba las funciones de obispo, y estos obispos patricios se convirtieron en los primeros personajes de la ciudad en los siglos quinto y sexto. En Oriente, se convierten en socios del poder imperial. En caso de necesidad, se erigen como defensores de su ciudad amenazada por los bárbaros. En Roma, tienen prioridad sobre los prefectos urbanos. En Egipto, por otro lado, los obispos a menudo son elegidos entre los monjes. Algunos combinan el papel de obispo y de superior del monasterio como Abraham Hermonthis, alrededor del año 600. Muchos papas coptos provienen del monasterio de San Macario ubicado en Wadi El-Natroun. Hoy, la jerarquía de la Iglesia Copta todavía está reclutada entre los monjes.
Desde el siglo IV, un nuevo personaje se destaca del obispo: el sacerdote. Gradualmente obtiene el derecho de bautizar, predicar y enseñar. Mientras que las ciudades de Occidente se vacían de su población debido a las dificultades de suministro e inseguridad, una nueva célula religiosa rural se desarrolla en el siglo VI, la parroquia en la que oficia el sacerdote. La parroquia termina formando la red administrativa básica de la Edad Media. El sacerdote aún puede ser un hombre casado y padre, a menos que sea un monje.

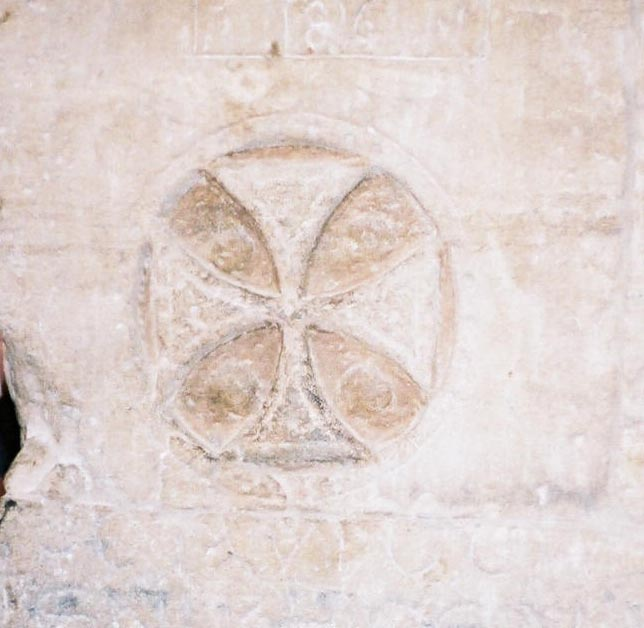
Cruz copta grabada en una pared del templo de Philae cerca de Aswan (Egipto)

Sobre los obispos se encuentra el obispo metropolitano, que se ejerce en la capital provincial y cuya autoridad se extiende a toda la provincia. Desde el Concilio de Constantinopla de 381, aparecen los primados que agrupan bajo su autoridad varias provincias; en el oeste, Roma y Cartago; en el este, Constantinopla, Alejandría y Antioquía. Durante el siglo IV, el primado de Roma prevaleció sobre el Imperio en su conjunto, pero sigue siendo solo una primacía honorífica, sin poder temporal y sin más autoridad que otro primado. Es el emperador Valentiniano I, quien en 370 declara "irrevocables" las decisiones del papa en la ciudad de Roma. El papa romano Dámaso (366-384) fue el primer prelado en describir su sede del obispado como apostólica porque fue creada por el apóstol Pedro, considerado el jefe de los apóstoles. Sin embargo la autoridad papal de los obispos de Roma se convirtió sólo en verdaderamente soberana a partir de León Magno en el 450, lo que no impide a los emperadores (ahora de oriente) usar su autoridad política para llevar a varios papas Roma a la teología ortodoxa (que no admite ni el Purgatorio, ni que el Espíritu Santo puede proceder de otro que no sea Dios mismo). Durante la antigüedad tardía, la Iglesia no es un todo homogéneo. Cada ciudad tiene sus rituales, sus santos, su lenguaje litúrgico, refleja la diversidad del Imperio y los papas (o patriarcas) en Jerusalén, Roma, Aquileia, Cartago, Antioquía, Alejandría y Constantinopla la dirigen colegialmente.

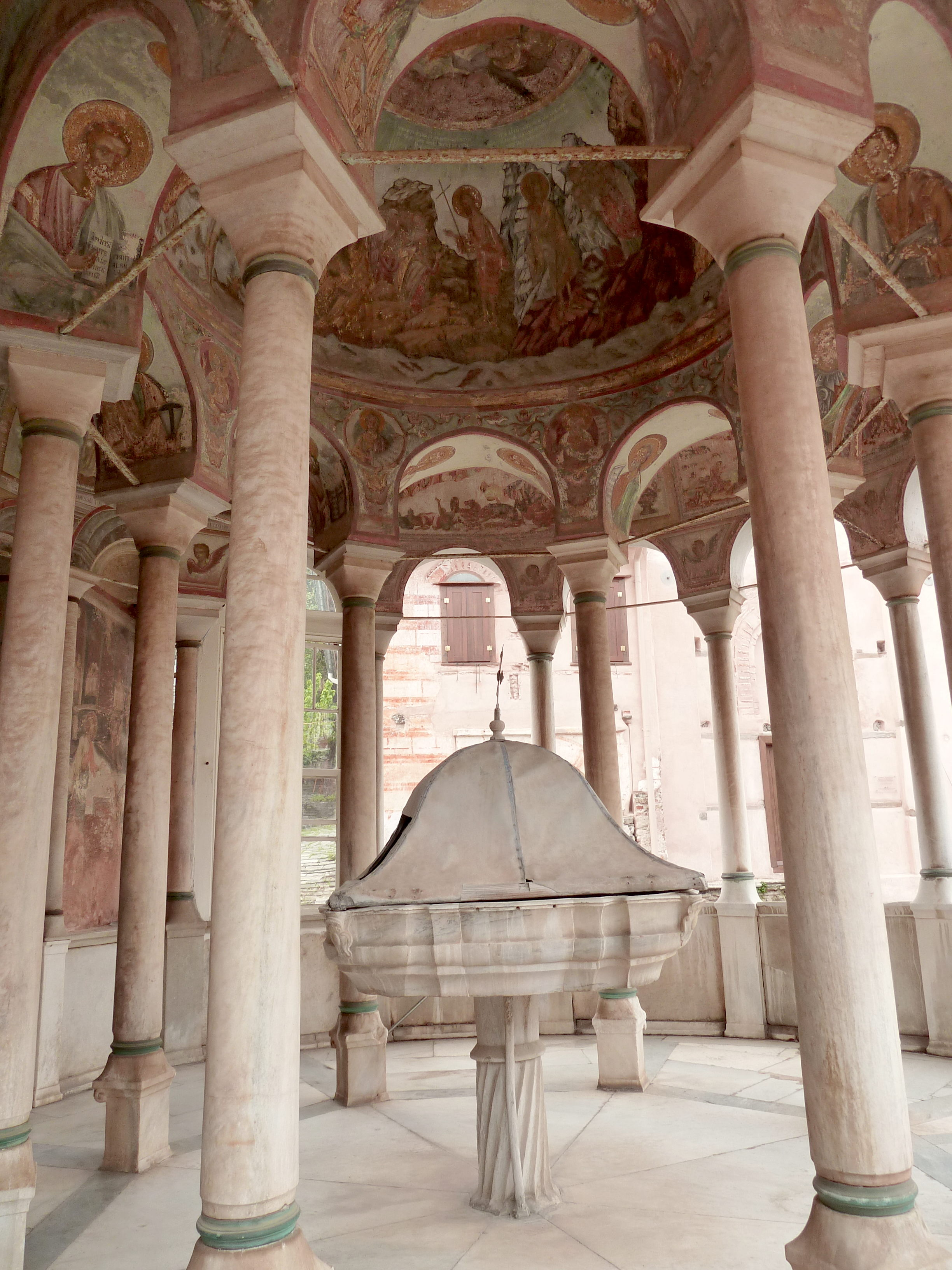
Phiale delante del Catholikon del monasterio de Vatopedi (Monte Athos)

Los emperadores le dan muchos privilegios al clero. Están exentos de las cargas fiscales impuestas a los ciudadanos. A los obispos se les otorgan poderes de jurisdicción civil. Las personas procesadas por las autoridades disfrutan del derecho de asilo, lo que les permite evadir la justicia imperial. Finalmente, los clérigos escapan gradualmente de las jurisdicciones ordinarias y, por lo tanto, están por encima de la ley común. Constantino le da a la Iglesia una personalidad jurídica que le permite recibir donaciones y legados. Esto le permite aumentar su poder material. En el siglo V, posee dominios inmensos, algunos de los cuales dependen de las instituciones caritativas de la Iglesia. El desarrollo de sus instituciones permite que ocupe el vacío dejado por los sistemas politeístas de redistribución, centrándose en los pobres como tal y no como ciudadanos o clientes. Sin embargo, tanto en Oriente como en Occidente, la Iglesia se encuentra con una paradoja; que promueve la pobreza como ideal, pero es rica, sus miembros son a menudo aristócratas y las iglesias están llenas de oro, plata, maderas preciosas, telas brillantes y fragancias.

### El monaquismo
Durante la Antigüedad tardía, el monaquismo, nacido en el siglo III, experimenta un primer auge. Los primeros monjes aparecen en Egipto, al sur de Alejandría. La retirada radical del mundo defendida por los primeros ermitaños, Antonío y Pacomio, es una verdadera ruptura política y social con el ideal greco-romano de la ciudad. Esto no impide que se desarrolle el eremitismo y luego el cenobismo en los desiertos de Oriente. Sin embargo, parece que el verdadero fundador de la forma de vida cenobítica es Pacomio. A principios del siglo IV, estableció una primera comunidad en Tabennese, una isla en el Nilo a medio camino entre El Cairo y Alejandría. Fundó otros ocho monasterios en la región durante su vida, con un total de 3000 monjes.
Los clérigos occidentales que van al Este propagan el ideal monástico a su regreso. Los primeros establecimientos religiosos aparecieron en el oeste del Imperio desde finales del siglo IV: la abadía de Saint-Martin en Marmoutier, la abadía de Lérins y las fundaciones múltiples del siglo VI. Desde las primeras experiencias se elaboran muchas reglas monásticas. Entre ellas, la regla de San Benito que está destinada a un gran futuro en Occidente.
Con el apoyo de Justiniano I, el monaquismo adquiere una gran importancia en Oriente. Refugio moral, su poder de atracción es tal que desvía parte de las funciones fiscales y públicas de las fuerzas del Imperio, y se convierte en un verdadero contrapoder que se manifestará durante la crisis de la iconoclasia. En Occidente, el monaquismo recibirá un impulso decisivo bajo la dinastía carolingia. En todos los antiguos países romanos, los monasterios desempeñarán un papel valioso como mantenedores de la cultura antigua.

### Mentalidades y prácticas religiosas

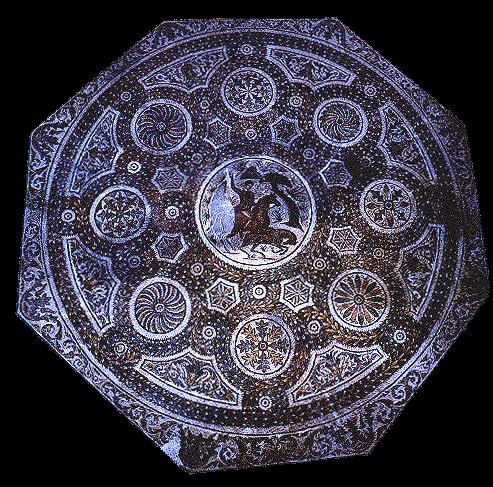
Mosaico romano de Ramalete, Navarra..

Es durante la antigüedad tardía cuando se efectua la organización del calendario cristiano. Constantino elige celebrar el nacimiento de Cristo, Navidad, el 25 de diciembre, día de la celebración del dios Sol Invictus. La Pascua sigue siendo una fiesta móvil. Su fecha de celebración es diferente de una comunidad cristiana a otra. Durante el ayuno de la Cuaresma que la precede, los catecúmenos, adultos, se preparan para el bautismo celebrado durante la noche de Pascua. Constantino también prohibió una gran cantidad de actividades el domingo, un día dedicado al culto cristiano. El calendario cristiano con sus fiestas cristianas, la división del tiempo de la semana definitivamente suplanta al calendario romano a fines del siglo V. En cambio, a lo largo de la Antigüedad tardía, la cuenta de los años es de un criterio antiguo: la fundación de Roma, los primeros Juegos Olímpicos (776 aC J.- (753 aC).. C.) o incluso la era de Diocleciano. En el siglo VI, Dionisio el joven elabora un conteo cristiano desde el año del nacimiento de Cristo. Este nuevo computo entró en acción en el siglo VIII.
En términos de mentalidades, el cristianismo introduce un gran cambio en la visión del mundo divino. Los romanos siempre habían aceptado sin gran resistencia a las divinidades no romanas. El cristianismo, una religión monoteísta, se afirma a sí misma como la única fe verdadera que profesa el único Dios verdadero. Otras deidades y religiones se reducen a ídolos o errores. Esta posición tiene como corolario el aumento de la intolerancia religiosa cristiana en el siglo IV, lo que sería debido al discurso apocalíptico de ciertas comunidades cristianas y sus expectativas escatológicas, así como el poder político imperial. La Iglesia multiplica los adjetivos para definirse a sí misma: katholicos, es decir, universal, ortodoxa, es decir, profesando la única fe verdadera. Por lo tanto, la Iglesia lucha no sólo con los tradicionalistas, sino también con los cristianos que profesan la fe en contra de las afirmaciones de los concilios, que son considerados desde el siglo V como herejes; también hay que añadir que la Iglesia tuvo apoyo de los paganos monoteístas (entre ellos los neoplatónicos), considerando que la pervivencia de prácticas como la adivinación o el sacrificio era propias de salvajes e ignorantes, y no de romanos.
Los historiadores se hacen la pregunta de los cambios morales inducidos por el cristianismo. La moral cristiana de la Antigüedad tardía se centra principalmente en la sexualidad, la caridad y no cuestionan la jerarquía familiar en su lugar, centrándose en cambio en la necesidad de respetar la autoridad del pater familias. El discurso religioso es por lo general conservador. Gregorio de Nisa es el único autor cristiano que ha condenado la esclavitud, pero no a causa del triste destino de los esclavos, sino que está preocupado por la salvación de los dueños de esclavos, culpables, según él, del pecado del orgullo. Agustín denuncia la tortura por su ineficacia e inhumanidad.

### Disputas cristológicas

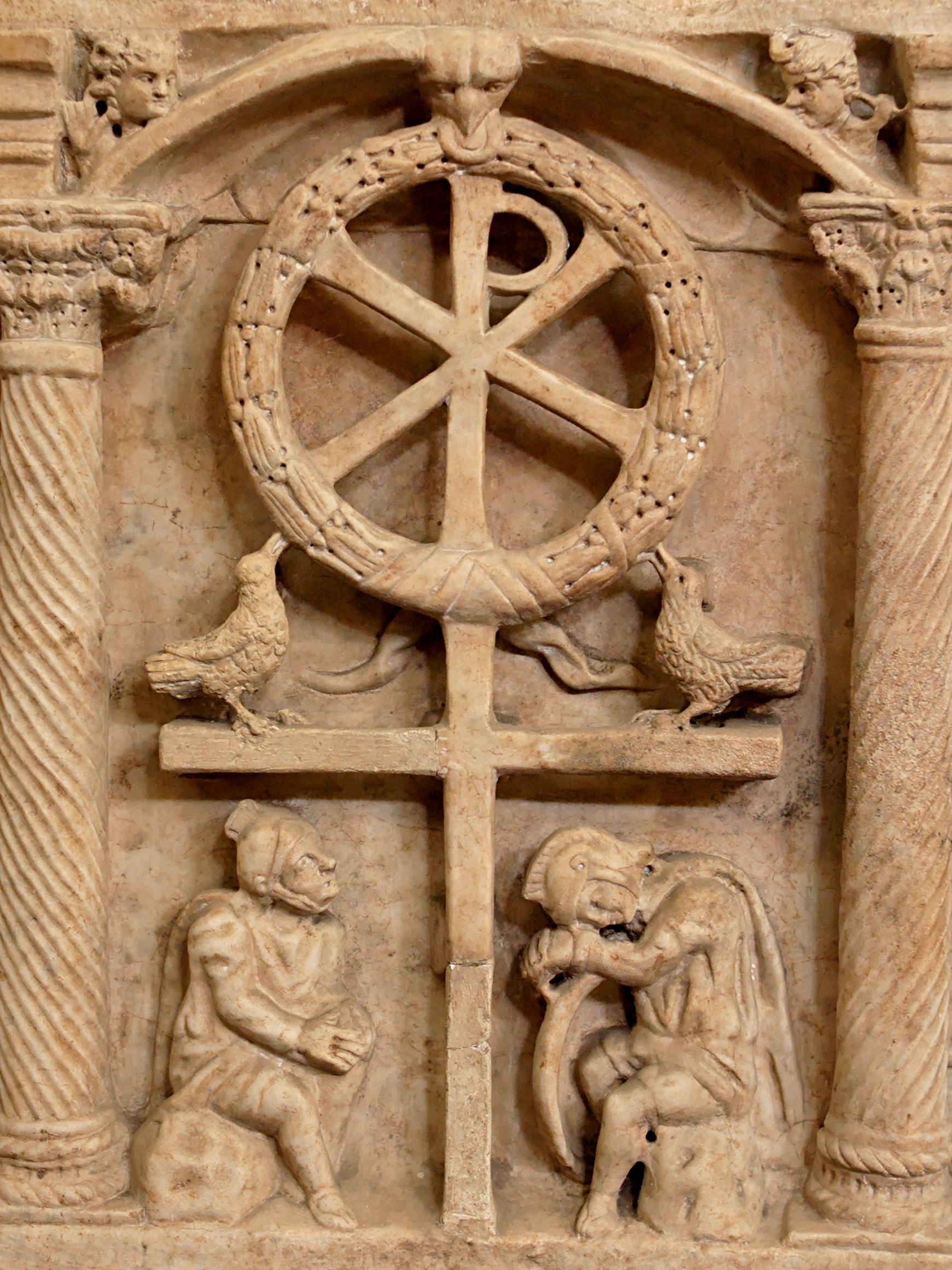
Anastasis. Representación simbólica de la resurrección de Cristo. Panel de un sarcófago romano, c. 350, Museos del Vaticano.

Los primeros siglos del cristianismo son aquellos durante los cuales se elabora la doctrina cristiana. Esta elaboración no está exenta de divisiones y conflictos. Además de los conflictos de primacía, las peleas dogmáticas son numerosas. El donatismo africano, el arrianismo, el priscilianismo, el pelagianismo, el nestorianismo, el monofisismo son doctrinas condenadas como herejías por los primeros concilios ecuménicos. Contra el arrianismo se reunieron dos concilios. En 325 al final del primer concilio de Nicea, el Credo de Nicea, que el pueblo latino llama credo, quedó escrito. Esta es la primera expresión solemne de la ortodoxia. Define a Dios como un solo ser, en tres personas eternas, el Padre, el Hijo y el Espíritu Santo. Esta es la afirmación del dogma de la Trinidad, reiterada en el Concilio de Constantinopla de 381. Jesucristo se define como: «único hijo de Dios, engendrado del Padre, luz de luz, verdadero Dios de Dios verdadero, engendrado, no creado, de la misma sustancia (homoousios) que el Padre». Los arrianos piensan que el Padre es anterior al Hijo y al Espíritu Santo y que, por lo tanto, es su creador. El arrianismo tiene muchos seguidores tanto en Oriente como en Occidente. Los misioneros arrianos convierten a los godos y los vándalos. Esto plantea problemas de convivencia religiosa con los romanos nicenos. Es por eso que la Iglesia Católica dio tanto peso a la conversión y el bautismo de Clodoveo, rey de los francos, a fines del siglo v. Él es el primer rey bárbaro en abrazar la fe católica y beneficiarse del apoyo de la Iglesia Romana.
En el siglo V, las disputas teológicas se refieren a la naturaleza de Cristo, humana y/o divina. El nestorianismo, defendido por el patriarca de Constantinopla Nestorio, privilegia la naturaleza humana de Cristo. Es condenado por el Concilio de Éfeso de 431, por instigación del patriarca de Alejandría, Cirilo. En Antioquía, se enfatiza que Jesús es un Dios perfecto pero también un hombre perfecto. Se recuerda que su encarnación, que mantiene la dualidad de las naturalezas, es la condición de la salvación de la raza humana y que es porque la Palabra de Dios (Cristo) se hizo hombre, que podemos decir que María es la madre de Dios. Los monofisitas, siguiendo las ideas del monje Eutyches, niegan la naturaleza humana de Cristo. Eutyches predica que en unión con Jesucristo, la naturaleza divina absorbe de alguna manera la naturaleza humana. Su sobrino Dioscórides de Alejandría y sucesor de Cirilo lo apoya. Los monofisitas son condenados por el Concilio de Calcedonia en el 451 reunido por iniciativa del papa León el Grande.
Esto resume la tesis defendida por el Concilio de Nicea de una doble naturaleza de Cristo, a la vez completamente humano y completamente Dios. En el canon del concilio, Cristo es reconocido «en dos naturalezas sin confusión, sin mutación, sin división y sin separación, la diferencia de naturalezas no se reprime de ninguna manera a causa de la unión». El papa encuentra el primer lugar en el debate religioso. Pero el monofisismo está muy bien implantado en Egipto, Siria y parte de Asia Menor. Resiste durante dos siglos al retirarse a las lenguas locales, copto en Egipto y siriaco en Siria. Justiniano tampoco logra poner fin a las divisiones religiosas de Oriente a pesar de la reunión del Concilio de los "Tres Capítulos". El papel de las herejías no debe disminuirse. Las peleas religiosas continúan en Oriente hasta el siglo VII. El monofisismo de los egipcios aumenta la conciencia nacional. La conquista musulmana fue aceptada favorablemente ya que el país odiaba la influencia imperial, que superponía a un patriarca y obispos bizantinos en la jerarquía copta.

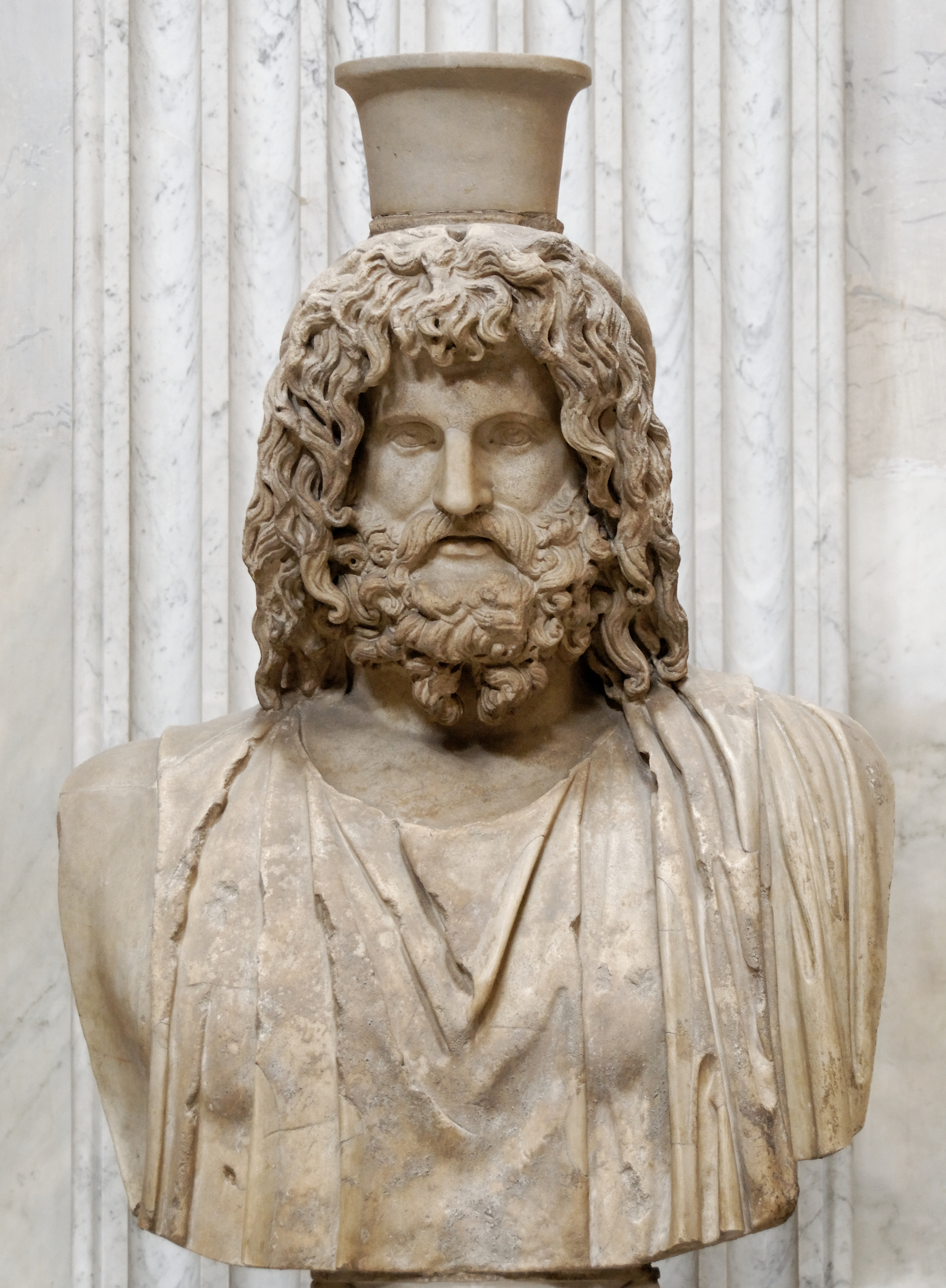
Busto de Serapis. Mármol, copia romana de un original griego del en la Serapion de Alejandría, Museo Pio-Clementino

### Politeísmo, supersticiones y sincretismos en un imperio cristiano
A pesar de las restricciones progresivas, a lo largo del siglo IV, las religiones politeístas tradicionales se siguen practicando, como cultos iniciáticos de origen egipcio, oriental o pitagórico, los más practicados son los de Mitra, Cibeles, Isis y Serapis. Los textos cristianos que los denuncian violentamente, las dedicatorias, los exvotos, las constancias de trabajo en los templos son testimonios de su persistencia. Shenute, que murió alrededor de 466 y fue abad del monasterio Blanco en el Alto Egipto, informa en sus obras de su lucha contra los politeístas, a quienes llama "los griegos". El historiador politeísta Zosimo también nos enseña que la nueva religión aún no estaba muy difundida en todo el Imperio Romano, ya que el politeísmo se mantuvo lo suficiente en las aldeas después de su extinción en las ciudades.
Constantino solo interviene para prohibir los ritos supersticiosos, es decir, los ritos religiosos privados, como los sacrificios nocturnos, los ritos privados de los arúspices y otras prácticas identificadas con la brujería y la magia. Generalmente muestra mayor tolerancia de todas las formas de paganismo. En el 356, Constancio II prohibió todos los sacrificios, día y noche, cerró templos donde se practicasen y amenazó con la pena de muerte a todos aquellos que practicaran la magia y la adivinación (debido a que según fuentes contemporáneas a él, era supersticioso y creía que podría ser usado en su contra).
El emperador Juliano, convertido a una nueva forma de paganismo de carácter monoteísta, promulga en el 361 un edicto de tolerancia que permite a cada uno practicar el culto de su elección. Exige que los cristianos que se apoderaron de los tesoros de los cultos paganos los restauren. Sus sucesores son todos cristianos. En 379, Graciano omite el título de Pontifex Maximus (no está claro qué sucedió después de él con el título). A partir de 382, con la posible instigación de Ambrosio, obispo de Milán, el altar de la Victoria, el símbolo en el Senado, es arrancado de la Curia (sería restaurado y revocado varias veces), mientras que las Vírgenes Vestales y los sacerdotes pierden sus inmunidades. Lo irónico de este emperador es que si bien no le agradaba las prácticas de sus ancestros, no tuvo problemas en aceptar a los alanos dentro del Imperio y como su guardia personal, los cuales realizaban sacrificios humanos a Ares (cosa denunciada tanto por cristianos como por paganos, de ahí que los paganos monoteístas considerasen el sacrificio propio de no-romanos y práctica a exterminar), provocando a la larga su caída.

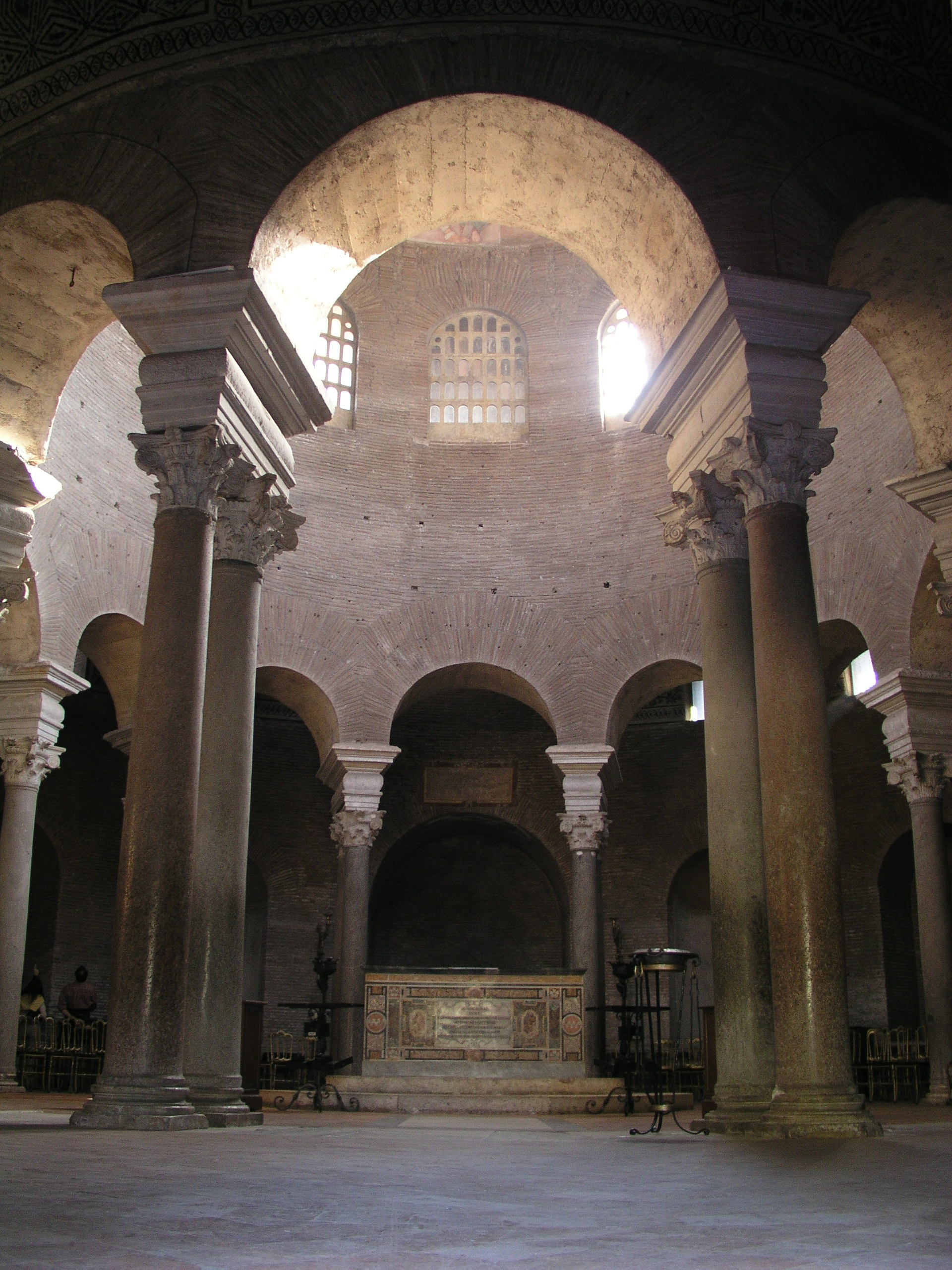
Santa Costanza Interior

El 24 de febrero de 391, una ley de Teodosio reitera nuevamente la prohibición de celebrar sacrificios  «bajo pena de muerte». En 392, fue la última vez que se realizaron Juegos Olímpicos, erróneamente se cree que por su origen, pero en realidad fue por el coste que suponían, ya que años después se siguieron realizando juegos, solo que a menor escala, localmente y por parte de agentes privados. Poco a poco, los templos abandonados caen en ruinas debido a la falta de erario público para mantenerlos, incluso las iglesias empiezan a sufrir, teniendo que ser mantenidos y reconstruidos mediante donaciones privadas. En el 435, un decreto que renueva la prohibición de los sacrificios en los templos paganos agrega: «si uno de estos todavía existe». La renovación del decreto demuestra que los sacrificios ciertamente no han desaparecido. Ramsay MacMullen piensa que los paganos tradicionales todavía son muy numerosos.
En Egipto y en Anatolia, los campesinos se aferran a sus viejas creencias. Se producen saqueos y vandalismo esporádicos, siendo condenados por las grandes mentes de su tiempo, como San Agustín. Aunque el trasfondo es más político que religioso, el ejemplo más llamativo es el de la filósofa neoplatónica Hipatia, amiga del gobernador de Alejandría en ese momento, Orestes, es asesinada por una facción rival de este en el 415, se sabe que las pandillas y facciones estaban compuesta tanto por paganos como por cristianos. Hay decretos oficiales atestiguan el deseo del Estado de preservar este patrimonio artístico. Varios edictos del reinado de Justiniano privan a los paganos tradicionales del derecho de ejercer funciones civiles o militares y de enseñar, lo que resulta en el cierre de la escuela filosófica de Atenas, que se había estado convirtiendo en un foco de cuestionamiento a la política uniformadora del emperador.

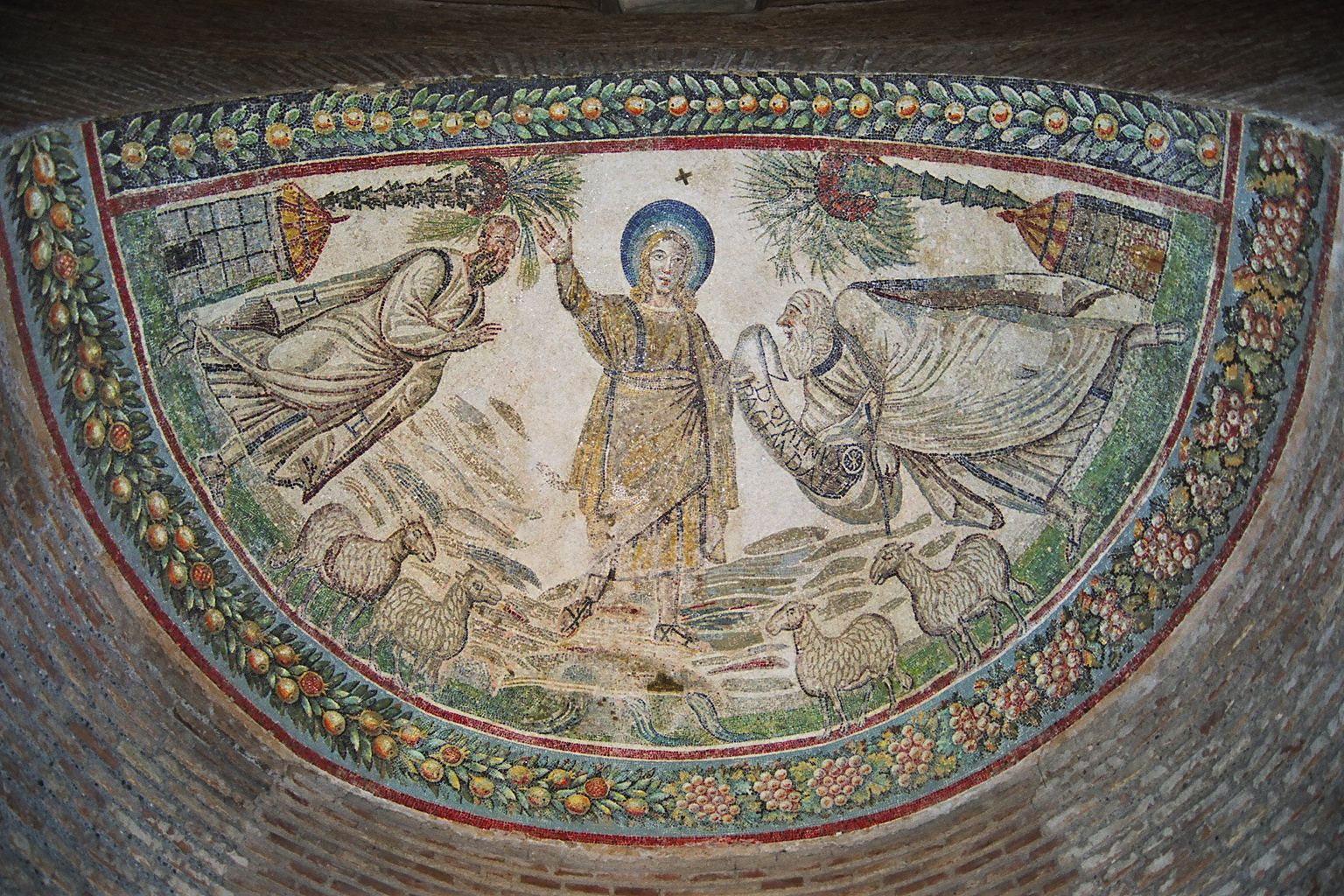
Santa Costanza. Mosaico del s. VII “Traditio Legis”

Por otro lado, el cristianismo mismo está impregnado de antiguos ritos paganos. Algunos festivales romanos tradicionales todavía se celebran a finales del siglo V, como la fiesta de las Lupercales dedicada a la fertilidad y los amantes. Para purificarlos, el papa Gelasio I decidió en el 495 celebrar el Día de San Valentín el 14 de febrero, un día antes de la festividad Lupercal para celebrar a los amantes, ya que para los cristianos el paganismo no era malo perse, sino una corrupción de la antigua y verdadera fe que debía ser purificada mediante la revelación hecha por Cristo a los Apóstoles. Por lo tanto, es un intento de cristianizar un rito pagano. Los africanos continúan celebrando banquetes en el aniversario de los muertos directamente en las tumbas. En el siglo VI, Césaire d'Arles denunció en sus sermones a sus fieles las prácticas paganas que permanecen en el pueblo. El uso de amuletos, cultos a árboles y manantiales no ha desaparecido del sur de la Galia. Las quejas de los clérigos son numerosas hasta el final de la Antigüedad tardía. En el este el Concilio de Trullo (Constantinopla, 691-692) reprime las costumbres que permanecen: festivales paganos, antiguas celebraciones, canciones en honor de Dioniso durante la cosecha, hogueras encendidas en la luna nueva, etc.

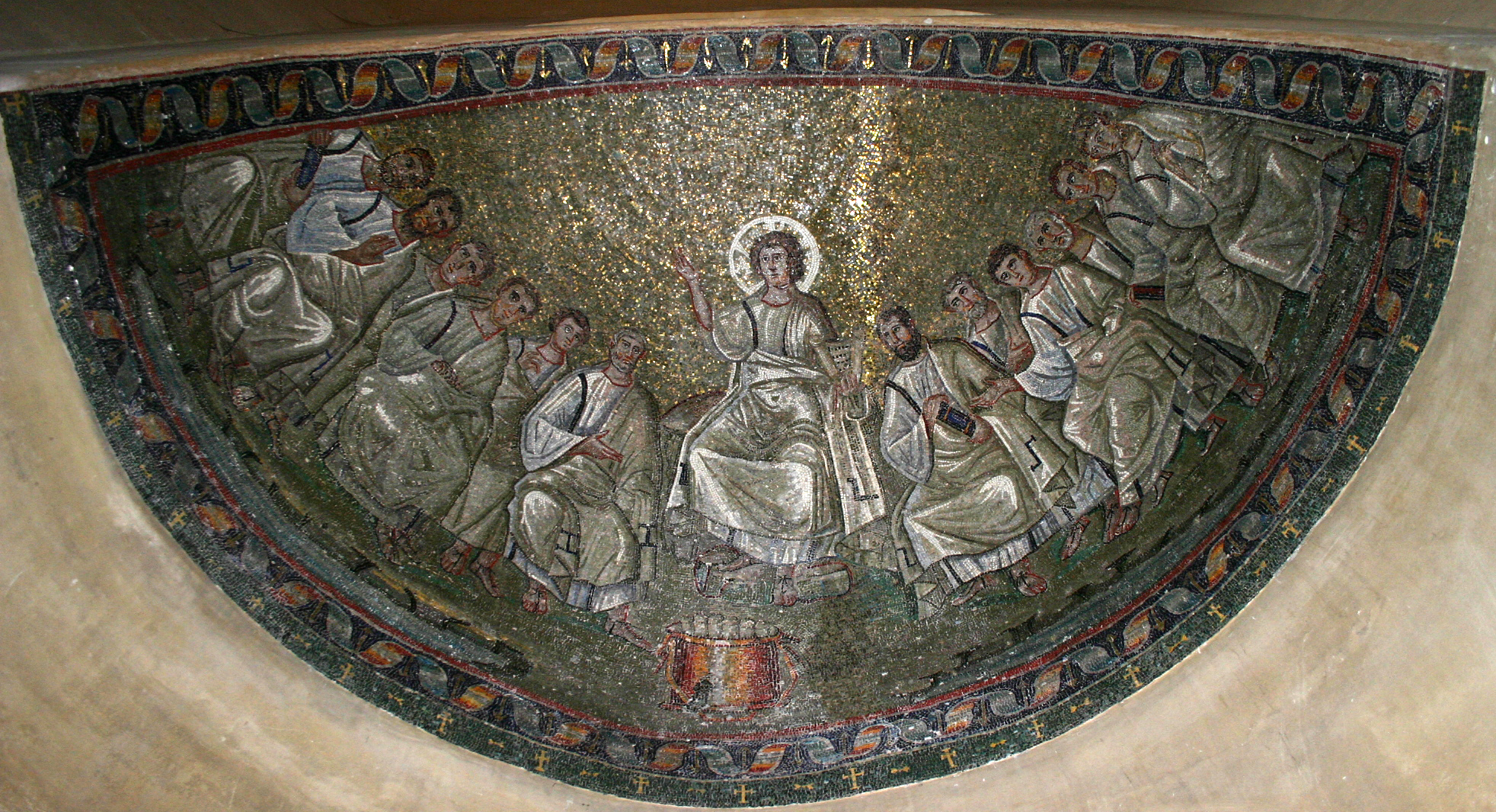
Milano - S. Lorenzo - Cappella S. Aquilino - Traditio Legis - Dall'Orto

En el siglo VI, la tumba de Martin de Tours atrae considerables multitudes. Esta fe en una curación milagrosa corresponde a las mentalidades del campo y promueve su adhesión al cristianismo. Los obispos lo ven como un medio para asegurar el resplandor de su diócesis. Las curaciones milagrosas se usan como argumento para convencer a simples multitudes de la veracidad de la fe de Nicea. Los milagros supuestamente realizados por los santos después de su muerte son cuidadosamente catalogados y diseminados como un instrumento de conversión. Alrededor del culto a los santos, se desarrolla toda una serie de creencias. La gente busca ser enterrada cerca de los santos porque piensan que su santidad se extiende a través de la tierra bajo la cual descansan. El culto a los santos da nacimiento a peregrinaciones que traen prosperidad a las ciudades anfitrionas.

## Las artes
A partir de las obras de Alois Riegl y Heinrich Wölfflin, las artes romanas tardías, consideradas durante mucho tiempo decadentes, han recuperado una dignidad igual a la del Alto Imperio. La primera característica del período es que no hay un solo arte sino diferentes estilos según las regiones y los siglos. La segunda característica es que, a pesar de la creciente influencia del cristianismo, no existe un arte paleocristiano específico. Los temas son ciertamente cristianos, pero las formas y técnicas son las del arte antiguo en general. El arte copto es, por ejemplo, al principio, el de los nativos egipcios o asimilados, tanto paganos como cristianos. No es común para los cristianos hasta el siglo VI.
El desarrollo del códice lleva al de la caligrafía. El mosaico, que adornaba las ricas mansiones, se convierte en un arte parietal en iglesias y baptisterios del siglo IV. La Basílica de Santa Constanza en Roma, pero especialmente la Basílica de San Apolinar en Classe y el Baptisterio de los Ortodoxos de Rávena construidos durante la época de Justiniano son los ejemplos más logrados. La escultura está representada principalmente por bajorrelieves. Se encuentran principalmente en sarcófagos. Los de los ricos nobles esconden una gran riqueza artística.
La escultura, la pintura y el arte del mosaico tienen características comunes. Deben servir al emperador y glorificar su poder. Después del reinado de Juliano, las representaciones abandonan al personaje retratado para representar una figura impersonal del emperador con peluca y tiara. Ya los tetrarcas tallados en pórfido y conservados en Venecia y el Vaticano estaban tallados como si fuesen similares. La representación simbólica de la función se vuelve más importante que la persona que la encarna. Los artistas tienen el hábito de representar al emperador con todos los atributos de su poder: diadema, nimbo, cetro. Una de las primeras representaciones de un emperador entronizado en majestad nos muestra a Teodosio sentado y aureolado entre sus hijos. Esta representación del dominus sirve como modelo para mostrar a Cristo en majestad en los mosaicos. La iconografía cristiana todavía usa temas clásicos como Orfeo y su lira, pavos reales, palomas y delfines. Comenzando a agregar representaciones de escenas bíblicas. La cruz se convierte en un tema decorativo solo en el siglo VI. Hasta entonces, el crisma, el pescado, el jarrón y el pan son sus favoritos.
La basílica cristiana es la forma arquitectónica más nueva. Es una adaptación de la basílica romana. Tiene una nave que puede acomodar a los fieles, un ábside para el clero y a veces un crucero frente al ábside. Sin embargo, cada región del Imperio Romano tardío conserva sus especificidades en el campo artístico. La iglesia copta de Deir el-Abiad, fundada en 440 por Shenute, que es después de Pacomio, la mayor autoridad cenobítica en Egipto, es una basílica con tres naves y ábside de trébol. Está precedida por un nártex y bordeada por otro nártex. En la decoración, el estilo de este período se caracteriza por una factura cercana al modelo helenístico. La Basílica de San Lorenzo Maggiore en Milán, donde se encuentra la capilla de San Aquilino, es un ejemplo de un plan basilical centrado.
La capilla de San Aquilino retoma el plano octogonal del baptisterio construido en tiempos de Ambrosio de Milán. Su forma original ha sido perfectamente conservada. El número ocho, en el simbolismo de los antiguos Padres de la Iglesia, indica el día del Señor, que sigue al séptimo, que es el sábado. Mientras que el número siete recuerda los días de la creación narrados en Génesis y simboliza la ley dada a Moisés en la parte de la Biblia que los cristianos llaman el Antiguo Testamento. El octavo se refiere al Nuevo Testamento, que para los cristianos completa y va más allá de la ley anterior. Se refiere a la venida de Jesús, a su resurrección el día después de Shabat, el octavo día.
En Grecia, los arquitectos a veces construyen una cúpula sobre la basílica. En el siglo VI, los edificios más bellos de la época de Justiniano se caracterizan por espléndidas cúpulas como la de San Vital de Rávena y Santa Sofía (Santa Sofía) de Constantinopla. El exterior no tiene adornos. El interior está decorado con suntuosos mosaicos con la gloria de Justiniano.